# Concoret
Concoret [kɔ̃kɔʁɛ] est une commune française, située dans le département du Morbihan en région Bretagne. Un chêne âgé d'environ 1000 ans, le chêne à Guillotin se trouve à l'ouest du village.
En 2004, la commune a obtenu le Label "Communes du Patrimoine Rural de Bretagne" pour la richesse de son patrimoine architectural et paysager.

## Géographie

### Situation
|        | Gaël Ille-et-Vilaine     |                          |
| Mauron | Concoret                 | Paimpont Ille-et-Vilaine |
|        | Paimpont Ille-et-Vilaine | Paimpont Ille-et-Vilaine |

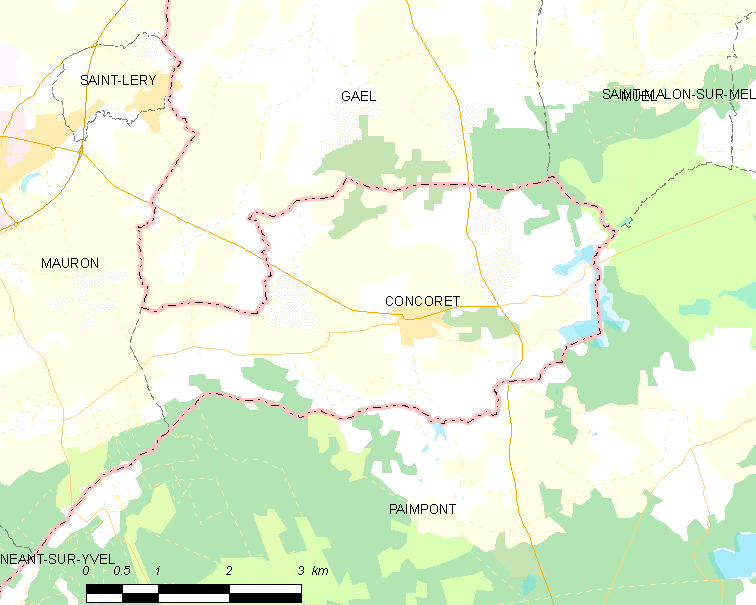
Carte de Concoret et des communes avoisinantes.

La commune est située à la lisière de la forêt de Paimpont et, bien qu'appartenant au département du Morbihan, est presque enclavée dans celui d'Ille-et-Vilaine.

### Relief

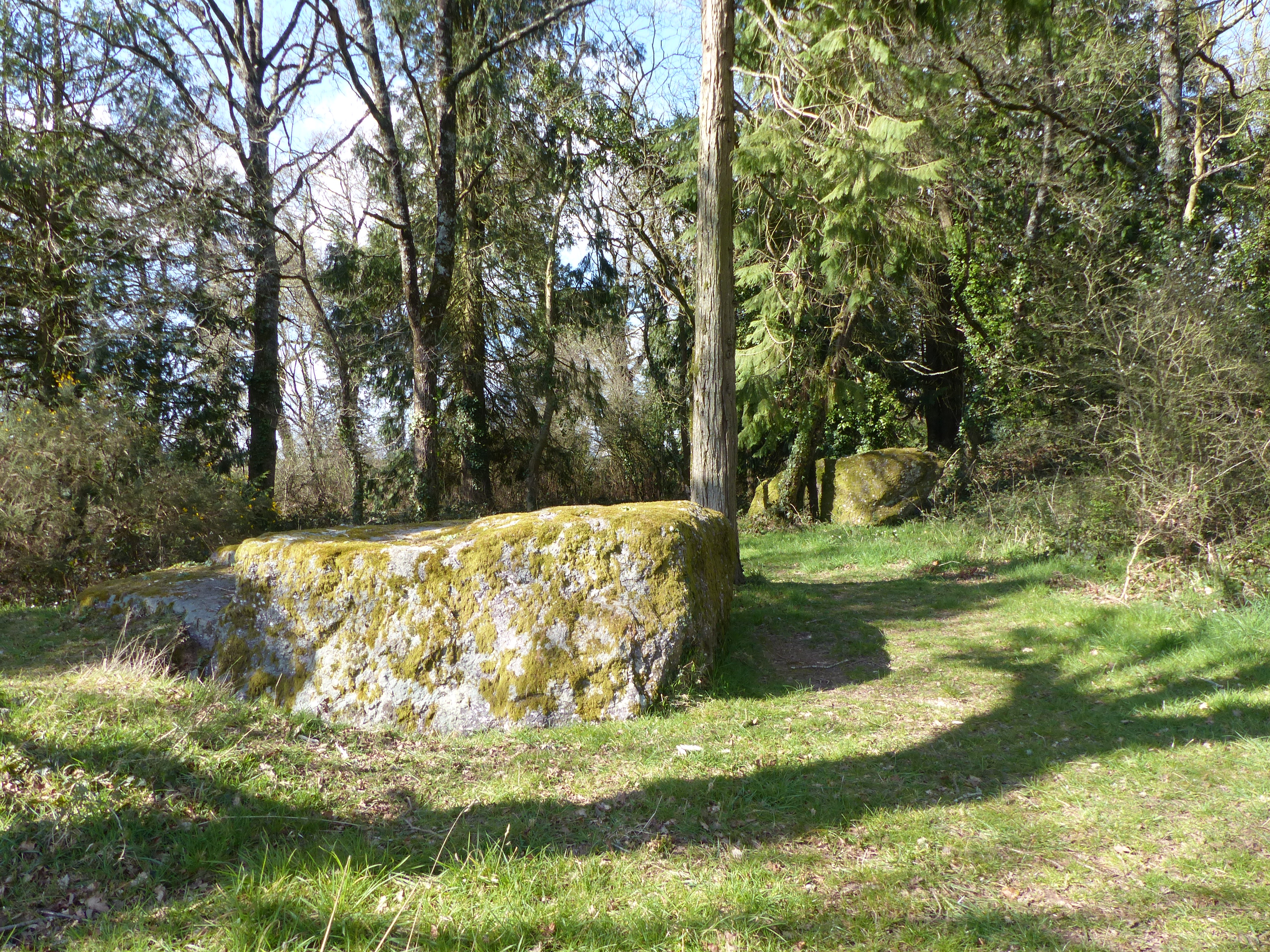
Les trois Roches.

Située en lisière de la forêt de Paimpont, la commune de Concoret a des altitudes qui dépassent 120 mètres pour les points les plus élevés (plus de 130 mètres dans l'angle nord-est du finage communal vers le lieu-dit "La Croix au Blanc" et plus de 120 mètres à divers endroits proches de sa limite sud, notamment dans l'angle sud-ouest du territoire communal) et qui s'abaissent jusqu'à 66 mètres dans le vallée du Ruisseaux d'Isaugouët, à la limite ouest de la commune. Le bourg de Concoret est vers 100 mètres d'altitude.

### Hydrographie
Pour un article plus général, voir Réseau hydrographique du Morbihan.
La commune est située dans le bassin Loire-Bretagne. Le Ruisseau d'Isaugouët, affluent du Doueff et sous-affluent de l'Yvel, est le principal cours d'eau de Concoret ; il alimente l'étang d'Isaugouët (en Paimpont, mais limitrophe de Concoret), puis traverse la partie sud de la commune avant de longer sa limite ouest, la séparant de Mauron ; plusieurs de ses petits affluents traversent aussi le territoire communal, dont le Ruisseau de Lambrun et le Ruisseau du Rox, ce dernier alimentant 2 étangs, dont celui du Rox et celui à proximité du château éponyme, le ruisseau d'isaugouët et divers autres petits cours d'eau,.
À l'est de la commune le Ruisseau de Comper, affluent de rive droite du Meu, alimente les deux étangs de Comper et, en aval de ceux-ci, sert de limite communale avec Paimpont.

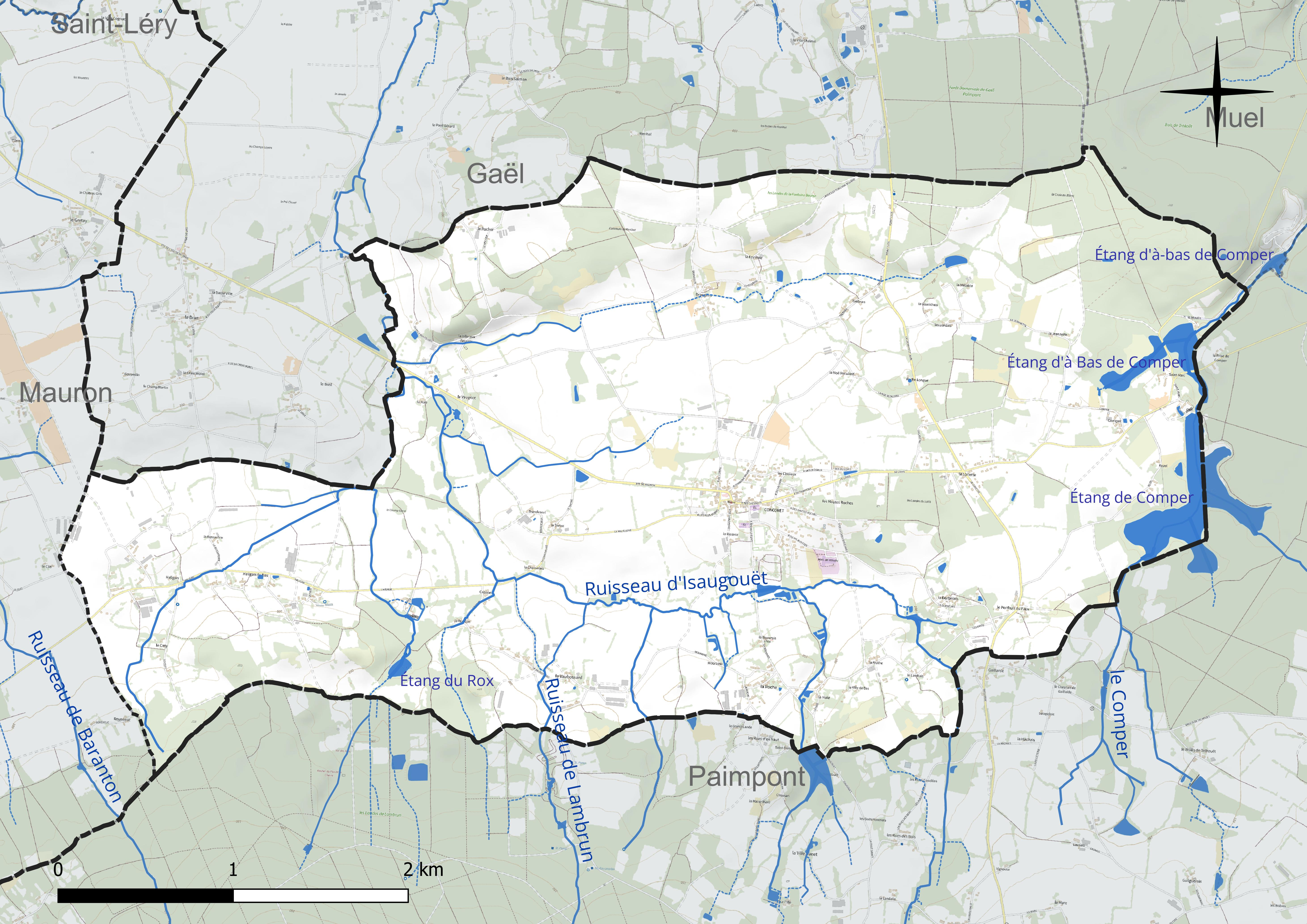
Réseau hydrographique de Concoret.

Quatre plans d'eau complètent le réseau hydrographique : l'étang d'à Bas de Comper, d'une superficie totale de 4,1 ha (3,78 ha sur la commune), l'étang de Comper, d'une superficie totale de 22,3 ha (13,54 ha sur la commune), l'étang d'Isaugouët, d'une superficie totale de 3 ha (0,01 ha sur la commune) et l'étang du Rox (0,91 ha),.

### Climat
Pour des articles plus généraux, voir Climat de la Bretagne et Climat du Morbihan.
En 2010, le climat de la commune est de type climat océanique franc, selon une étude du CNRS s'appuyant sur une série de données couvrant la période 1971-2000. En 2020, Météo-France publie une typologie des climats de la France métropolitaine dans laquelle la commune est exposée à un climat océanique et est dans la région climatique Bretagne orientale et méridionale, Pays nantais, Vendée, caractérisée par une faible pluviométrie en été et une bonne insolation. Parallèlement l'observatoire de l'environnement en Bretagne publie en 2020 un zonage climatique de la région Bretagne, s'appuyant sur des données de Météo-France de 2009. La commune est, selon ce zonage, dans la zone « Intérieur Est », avec des hivers frais, des étés chauds et des pluies modérées.
Pour la période 1971-2000, la température annuelle moyenne est de 11,2 °C, avec une amplitude thermique annuelle de 12,7 °C. Le cumul annuel moyen de précipitations est de 900 mm, avec 12 jours de précipitations en janvier et 6,5 jours en juillet. Pour la période 1991-2020, la température moyenne annuelle observée sur la station météorologique la plus proche, située sur la commune de Guer à 19 km à vol d'oiseau, est de 12,3 °C et le cumul annuel moyen de précipitations est de 872,7 mm,. Pour l'avenir, les paramètres climatiques de la commune estimés pour 2050 selon différents scénarios d'émission de gaz à effet de serre sont consultables sur un site dédié publié par Météo-France en novembre 2022.

### Transports
À l'écart des grands axes re circulation routière, le bourg de Concoret est desservi principalement par la D2 qui, côté ouest, vient de Mauron et, côté est, passe par le château de Comper, avant, sous le nom de D37 en Ille-et-Vilaine, de se diriger vers Saint-Malon-sur-Mel.
Toutefois la D773d (ancienne Route nationale 773) traverse la partie orientale de la commune : elle vient, côté sud, de Paimpont, et se dirige, côté nord, vers Gaël.

### Paysages et habitat
Concoret présente un habitat dispersé en de nombreux écarts formés de hameaux et fermes isolées. La commune, entourée d'espaces boisés très étendus appartenant pour l'essentiel aux communes voisines (Forêt de Paimpont au sud ; Forêt domaniale de Gaël-Paimpont au nord-est), possède aussi de nombreux espaces boisés, mais de plus modeste superficie, ainsi que des landes (Landes de la Fontaine Bourse, Landes du Lohis).
La plupart des maisons sont construites en schiste rouge, dit aussi schiste pourpre (ce schiste est, selon la légende, «teinté du sang des fées»).

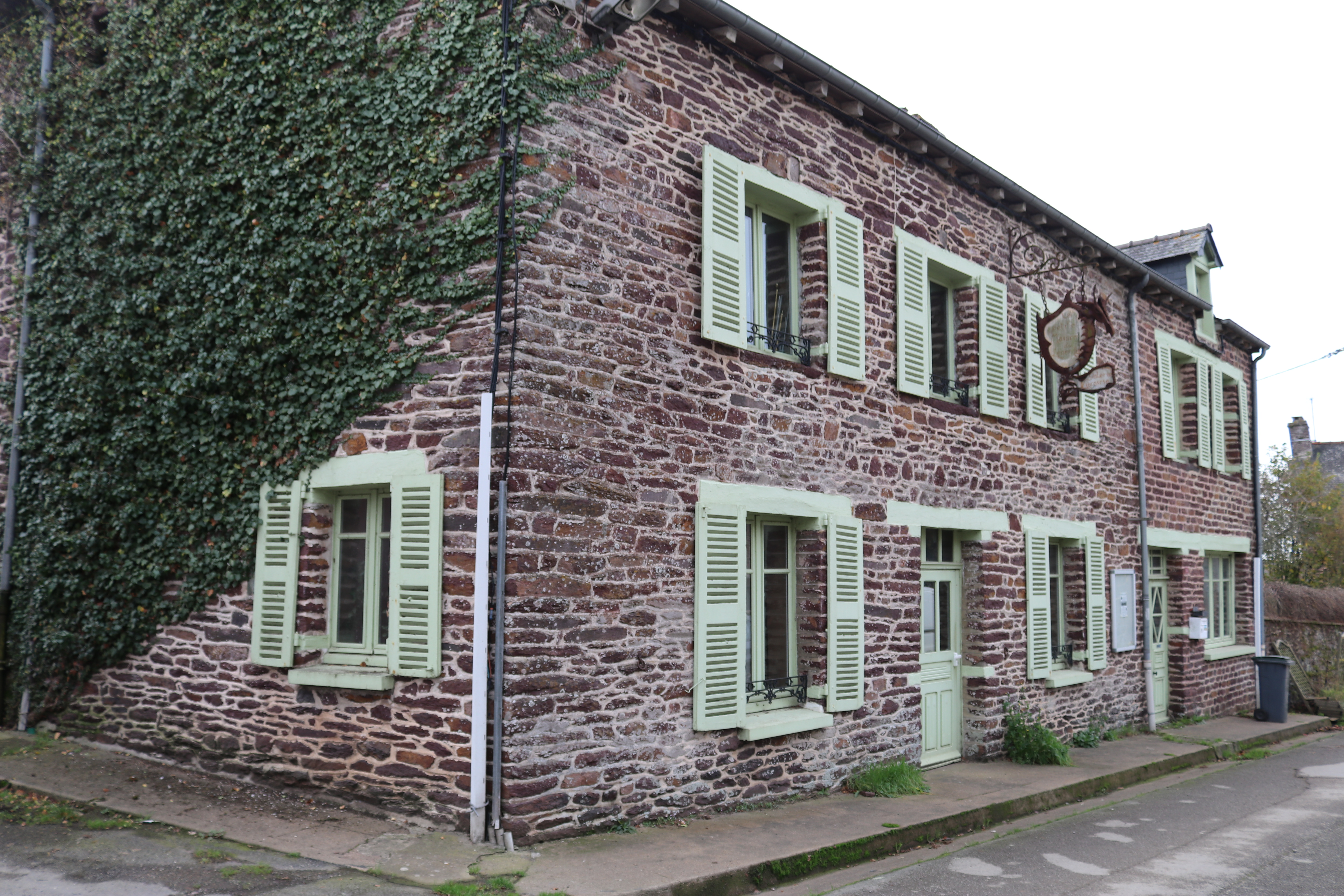
La Petite Maison des Légendes à Concoret.
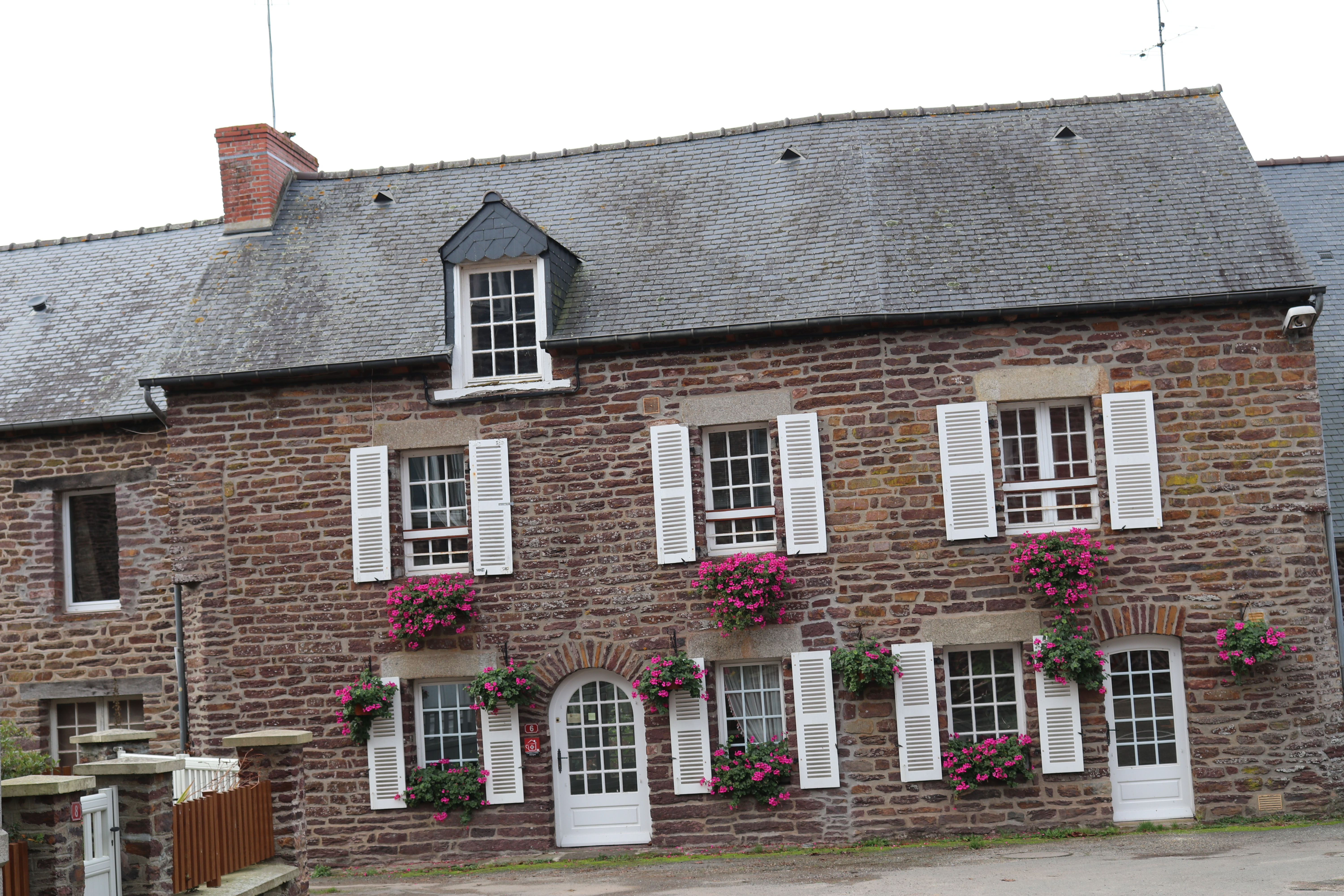
Façade d'une maison de Concoret.
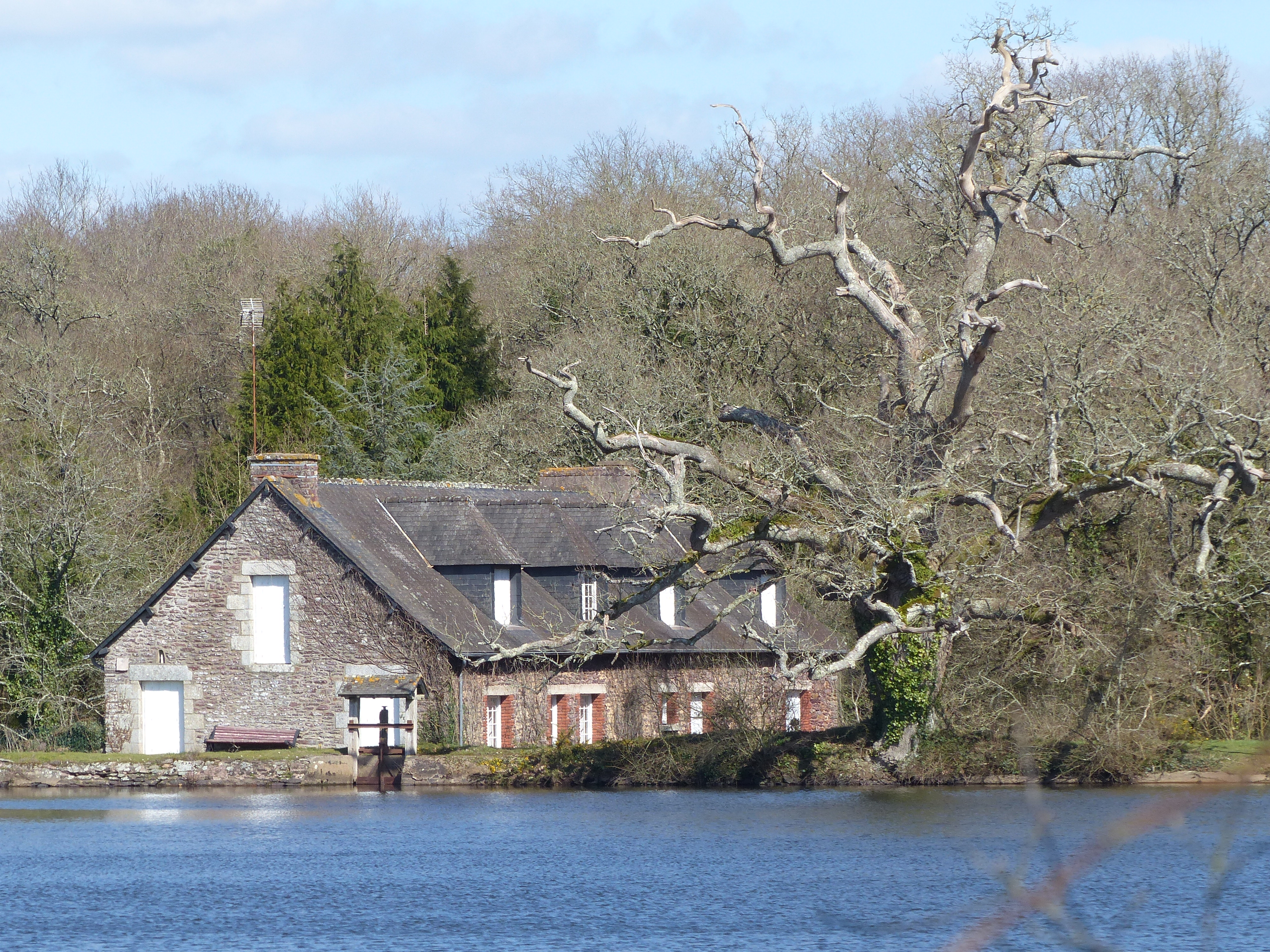
Maison sur le site de l'ancien moulin de Comper.
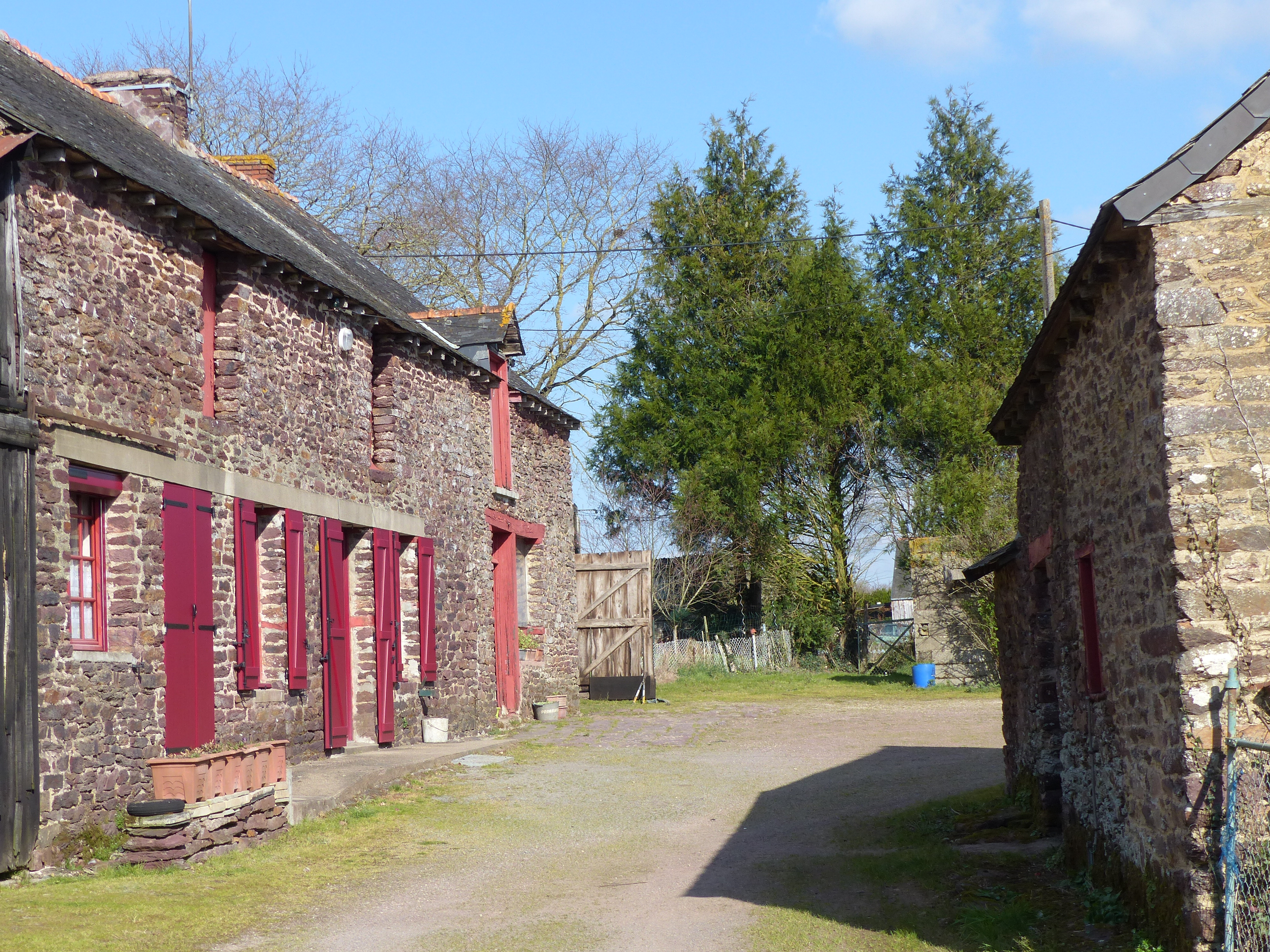
Maison dans le hameau de Brangelin.

Plusieurs arbres remarquables se trouvent dans la commune : le chêne d'Artus (situé dans le parc du château de Comper : selon la légende, le roi Arthur y serait enterré) ; le chêne de Trébran (chêne avec un tronc de plus de 8 mètres de circonférence, arbre creux victime du feu en 1984 et abattu par une tempête en 1987) ; le chêne des Prés à Chesnard (haut de 26 mètres et âgé d'environ 200 ans) ; l'if des Prés de Chesnard et un autre if situé dans un parc privé et âge de 250 ans environ et le cormier des Prés de Chesnars. Le plus célèbre est le chêne à Guillotin. Des scientifiques chinois se sont même intéressés à ces arbres remarquables.

## Urbanisme

### Typologie
Au 1er janvier 2024, Concoret est catégorisée commune rurale à habitat dispersé, selon la nouvelle grille communale de densité à sept niveaux définie par l'Insee en 2022.
Elle est située hors unité urbaine et hors attraction des villes,.

### Occupation des sols
L'occupation des sols de la commune, telle qu'elle ressort de la base de données européenne d’occupation biophysique des sols Corine Land Cover (CLC), est marquée par l'importance des territoires agricoles (84,6 % en 2018), en augmentation par rapport à 1990 (83 %). La répartition détaillée en 2018 est la suivante :
zones agricoles hétérogènes (35,5 %), terres arables (32,8 %), prairies (16,3 %), forêts (11,5 %), zones urbanisées (2,4 %), eaux continentales (1,5 %). L'évolution de l’occupation des sols de la commune et de ses infrastructures peut être observée sur les différentes représentations cartographiques du territoire : la carte de Cassini (XVIIIe siècle), la carte d'état-major (1820-1866) et les cartes ou photos aériennes de l'IGN pour la période actuelle (1950 à aujourd'hui).

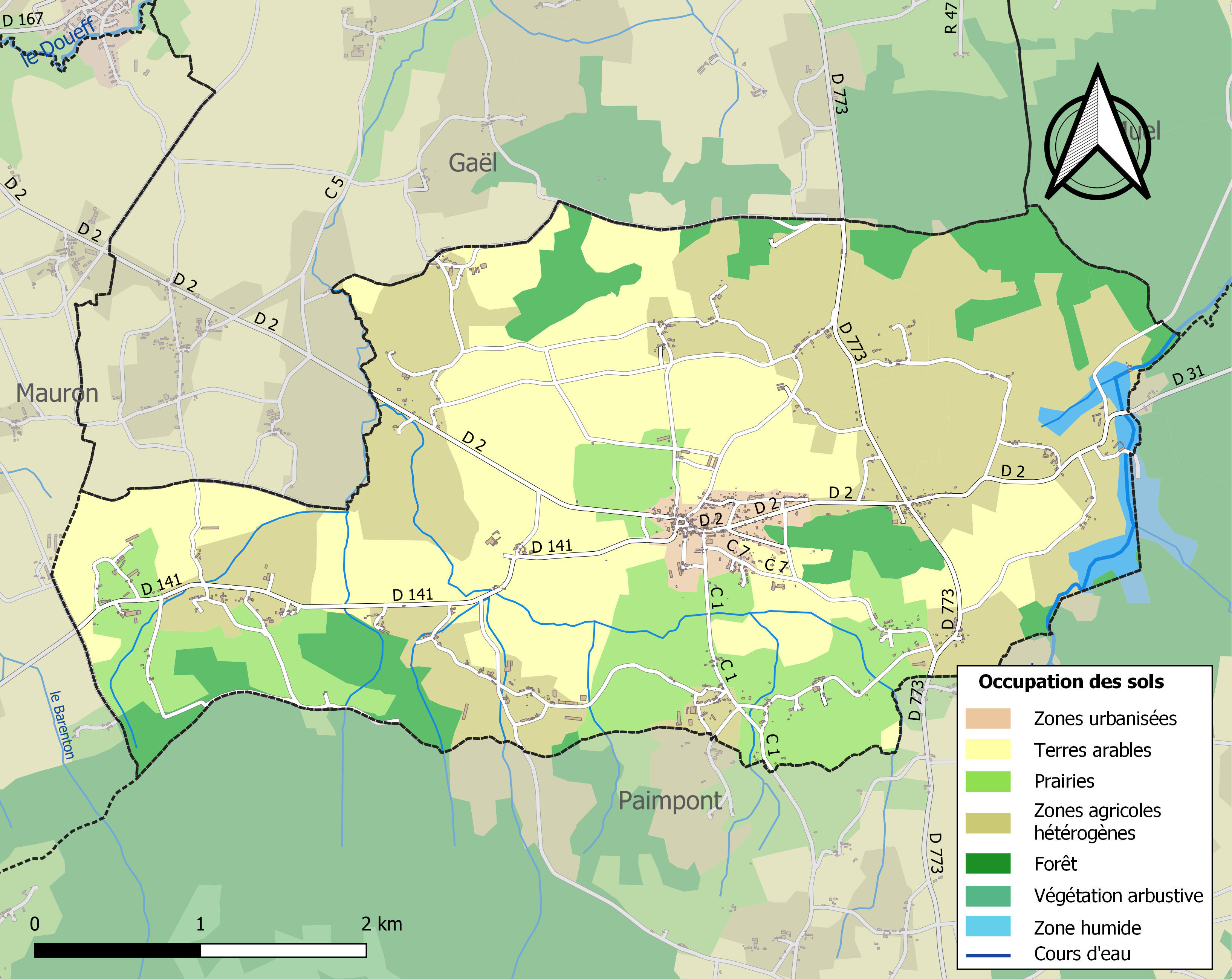
Carte des infrastructures et de l'occupation des sols de la commune en 2018 (CLC).

## Toponymie
Le nom de la localité est mentionné sous les formes Concouret en 1405 ; Cancoret et Concouert en 1425.
Konkored en breton.
De l'ancien breton Kon signifiant élevé, et du breton Gored, coret en vieux-breton (barrage de rivière ou d'estuaire, pêcherie).
Ce lieu vit sans doute s'élever une pêcherie de rivière qui donna ce nom à la paroisse devenue commune.

## Histoire

### Préhistoire et Antiquité
L'allée couverte du Rocher, malheureusement en partie détruite par des carriers (pour empierrer des chemins) et menacée de destruction totale lors du remembrement (le maire Jean Aubert parvint à sauver le site), a été reconnue comme un site mégalithique par Jacques Briard en 1989. Des cupules ont aussi été découvertes sur des affleurements rochaux situés à une centaine de mètres de l'allée couverte.
Le menhir du Vaugriot a été découvert en 1936 par un instituteur de Mauron. Une hache polie en dolérite, datant du néolithique, a aussi été découverte à Concoret, mentionnée pour la première fois en 1909.

### Moyen-Âge
Concoret serait une paroisse issue du démembrement de la paroisse primitive de Gaël et a appartenu à l'abbaye Saint-Méen de Gaël.
Selon une tradition historiquement incertaine rapportée par l'abbé Pierre-Paul Guillotin vers 850, les seigneurs de Bellanton et d'Isaugouët auraient décidé de régler un différend par un duel au lieu-dit « Le pâtis vert », mais se seraient finalement finalement réconciliés et, comme ils attribuèrent à Notre-Dame leur réconciliation, firent le vœu d'élever à cet endroit une chapelle sous le vocable de Concordis ecclesia (Notre-Dame de la Concorde). L'ancienne église de Concoret, construite en 1406, avait, au-dessus du maître-autel, une statue de la Vierge Marie tenant dans une main deux cœurs (en souvenir de cet événement), et dans l'autre un goupillon.
Le château de Comper aurait été habité par le roi Salomon de Bretagne en 868. Il aurait par la suite été sous la dépendance des seigneurs de Montfort. En 1376 Raoul de Montfort fit faire des réparations à ce château qui aurait beaucoup souffert lors de la Guerre de succession de Bretagne.
L'abbé Pierre-Paul Guillotin raconte aussi que vers 1140 Guillaume de Montfort aurait fait construire le premier château du Rox pour y loger le châtelain de Belanton [Bellanton] qu'il trouvait vivre dans un lieu trop exposé au brigandage ; il décida aussi de transférer à Belanton les moines dont le prieur, Éon de l'Étoile, fort mécontent de quitter la Croix-Richeux où se trouvait jusqu'alors le monastère, aurait alors commencé ses extravagances et ses exactions ; mais là encore c'est historiquement incertain. Un lieu-dit de Concoret se nomme "La Rue Éon".
En 1444 une chapelle, Notre-Dame de la Concorde, fut construite pour commémorer la réconciliation des deux seigneurs rivaux, de Ponthus et d'Isaugouët, et un presbytère construit pour le chapelain, dénommé par la suite la "Maison de l'Audience" car un juge de la seigneurie du Bois de la Roche venait y rendre la justice (cette maison, la plus haute du bourg, a disparu au début du XXe siècle).

### Temps modernes
En juin 1595, pendant les Guerres de religion, le château de Comper, qui dépendait de la baronnie de Gaël, appartenait alors au comte de Laval (Guy XX de Laval dont la mère, Anne d'Alègre, était tutrice), fut pris par les troupes du duc de Mercœur, qui le mit sous la garde de deux compagnies de cavalerie et trois d'infanterie. Au mois de juillet de cette même année le maréchal d'Aumont, amoureux de Jeanne d'Alègre, l'assiégea, mais reçut une blessure, ce qui l'obligea à lever le siège (il en mourut quelque temps après le 19 août). Les deux frères d'Andigné, sieurs de la Châsse, [erreur, selon A. Marteville et P. Varin, il s'agit des frères de Balaguez] le surprirent avec 16 hommes seulement et parvinrent à s'emparer du château malgré la forte garnison qui le gardait. Henri IV, par un édit de 1598, ordonna le démantèlement de ce château.
Deux chapelles Saint-Marc ont existé à Comper : une à l'extérieur du château était celle de la frairie de Comper (détruite lors des Guerres de la Ligue) ; l'autre était réservée aux châtelains de Comper (elle fut détruite en 1790).
Guy Soulas fut recteur de Concoret entre 1696 et 1719, date de sa mort à l'âge de 62 ans ; les fidèles allaient prier sur sa tombe (encore visible dans le cimetière au début du XIXe siècle) car il eut une grande réputation de sainteté selon le "Registre de Concoret" écrit par Pierre-Paul Guillotin.
Selon le général de Concoret en 1772, plusieurs paroissiens ayant quelques arpents de terre ont du en vendre une partie pour survivre et presque tous les habitants se font blatiers ou boulangers forains [ambulants] car les terres sont très peu fertiles.
Jean-Baptiste Ogée décrit ainsi Concoret en 1778 :

« Concoret ; à 14 lieues au Sud-Sud-Ouest de Saint-Malo, son évêché ; à 8 lieues de Rennes ; et à 2 lieues ½ de Plélan-le-Grand, sa subdélégation. Cette paroisse, dont la seigneurie appartient à M. de Begasson, ressortit à la Cour royale de Ploërmel et compte 1 100 communiants. La cure est à l'alternative. Son territoire joint la Forêt de Paimpont et paraît très fertile [sic]. On y voit des vallons, des montagnes, des bois et surtout des landes qui occupent une grande partie du terrain. Les habitants de ce pays languissent dans la misère, tandis qu'ils pourraient vivre dans une honnête aisance, s'ils avaient assez d'ardeur pour le travail, et entreprendre de défricher cette immense étendue de landes qui, dans l'état actuel, ne leur rapportent qu'un très médiocre revenu. (..) Le château de Comper, situé dans cette paroisse, était jadis très bien fortifié ; il a soutenu plusieurs sièges. (..) Les maisons nobles sont : le Ros, moyenne et basse justice, en 1420 à Guillaume de Lavallée, aujourd'hui à M. de Begasson-du-Ros, et Branseuc, en 1430 à Pierre Salmon. »

### Révolution française
Dans le cadre des révoltes agraires qui agitent alors toute la région, après avoir pillé le manoir des Forges de Telhouët (en Paimpont) le 27 janvier 1790, un groupe d'environ 400 hommes se rend au château de Comper pour réclamer une renonciation écrite du seigneur à ses droits féodaux. Puis, après avoir obtenu les titres de la seigneurie, les émeutiers les brûlent dans la cour, puis se livrent au pillage et mettent le feu au château. L’incendie est éteint deux jours plus tard par les habitants de Concoret. Les pilleurs attaquent ensuite manoirs, châteaux et maisons des procureurs fiscaux des environs.
Le 15 floréal an II (4 mai 1794, un dimanche) un groupe de chouans commandé par Joseph de Puisaye arrive dans le bourg de Concoret au moment où les habitants sortent de l'église (dans cet endroit isolé, l'exercice du culte se poursuit encore sans trop d'entraves) et font « un excellent accueil aux nouveaux venus, les ravitaillent, et les officiers municipaux de Concoret livrent avec empressement à Puisaye ce qu'il y a de fusils et de munitions dans le village ».
Betaux, recteur de Concoret, fait partie des signataires d'un texte publié le 12 janvier 1791 par le journal L'Ami du roi annonçant l'opposition des signataires à la Constitution civile du clergé.
L'abbé Pierre-Paul Guillotin, prêtre réfractaire, demeura caché à Concoret dans un arbre pendant la Terreur et rédigea "Registre de Concoret", dit aussi "Registre de l'abbé Guillotin", publié en 1853. Dans cet ouvrage, l'abbé Guillotin écrit aussi que le 23 janvier 1799 « vers les 4 heures du matin, on a ressenti, à Concoret, un violent tremblement de terre qui, d'abord, a provoqué une secousse en l'air, et puis un bercement qui a ébranlé les maisons, de façon que des cheminées et des ardoises de dessus les toits en sont tombées ».
En 1800 Concoret est incorporé dans l'arrondissement de Ploërmel, en 1801, dans le canton de Mauron, et dans le diocèse de Vannes après le Concordat.

### LeXIXesiècle
En 1813, il existe une cinquantaine de clouteries à Concoret (environ 150 à Paimpont) ; vers le milieu du XIXe siècle,on estime à environ 200 le nombre des cloutiers dans ces deux communes. Selon Marguerite Rolland, l'apogée de cette activité se situe vers 1880, le déclin dû à la concurrence des clous industriels étant ensuite très rapide (4 clouteries employant 26 ouvriers en 1889).
En 1835 les habitants de Concoret, conduits processionnellement par leur recteur à la fontaine de Barenton ; celui-ci trempa le pied de la croix dans l'eau et en arrosa les pierres des alentours, afin qu'il pleuve.
A. Marteville et P. Varin, continuateurs d'Ogée décrivent ainsi Concoret en 1843 :

« Concoret : commune formée de l'ancienne paroisse de ce nom ; aujourd'hui succursale. (..) Principaux villages : Trébran, Brangelin, le Liordais, Comper, les Dorblais, le Pertuis du Faux, le Veau-Bossard, le Tertre, le Vaugrio, Haligan, la Roche, la Haie, la Rivière, le Landrais, la Noë-Reculard. Superficie totale : 1 582 hectares 64 ares, dont (..) terres labourables 828 ha, prés et pâturages 218 ha, bois 14 ha, étangs 30 ha, vergers et jardins 22 ha, landes et incultes 390 ha (..). Moulins : 2 (d'Irogouet, de Comper ; à eau). Géologie : schiste argileux. On parle le français [en fait le gallo]. »

En 1854 la commune de Concoret, ainsi que de nombreuses communes des alentours, est ravagée par une épidémie de dysenterie.
Le 28 décembre 1857 un arrêt de la Cour impériale de Rennes confirme que la commune de Concoret est propriétaire des landes de Lambrun et Barenton, sur lesquelles les habitants de villages de cette commune font paître leurs troupeaux et vont couper la lande depuis un temps immémorial, bien que celles-ci soient situés sur le territoire de la commune de Paimpont et déboute le propriétaire des Forges de Paimpont, de Genouillac, qui voulait leur en interdire l'usage.
La première véritable mairie est construite en 1872 pendant le mandat municipal de Mathurin Lamy.
En 1874 des habitants de Concoret signent une pétition demandant « le rétablissement dans le plus bref délai de la royauté en la personne d'Henri V, héritier légitime de la couronne de France ».
Une description très  détaillée de Concoret vers 1880 a été écrite par le chanoine Mauny.
En 1888 H. de Kernouab écrit :

« Dans les environs [de la forêt de Paimpont] est un pays appelé Kon-Kored, que l'on écrit Concoret. ce nom signifie "Vallon des Fées". Cette paroisse est fameuse par le souvenir d'Éon de l'Étoile qui y naquit. Ce gentilhomme prétendait être le fils de Dieu. Se proclamant le Messie, il parcourut, prêchant sa doctrine, la Bretagne, le Poitou, la Saintonge, etc.. ; c'était vers 1140. Il fit des prosélytes, à qui il enseignait sa religion. Les habitants de Concoret sont appelés « les sorciers dans tout le pays de Vannes, depuis le douzième siècle à cause de la très grande part qu'ils prirent dans l'hérésie d'Éon. (Émile Souvestre) ». Cet illuminé vécut d'abord dans un monastère voisin de Concoret et dont on montre encore les ruines. »

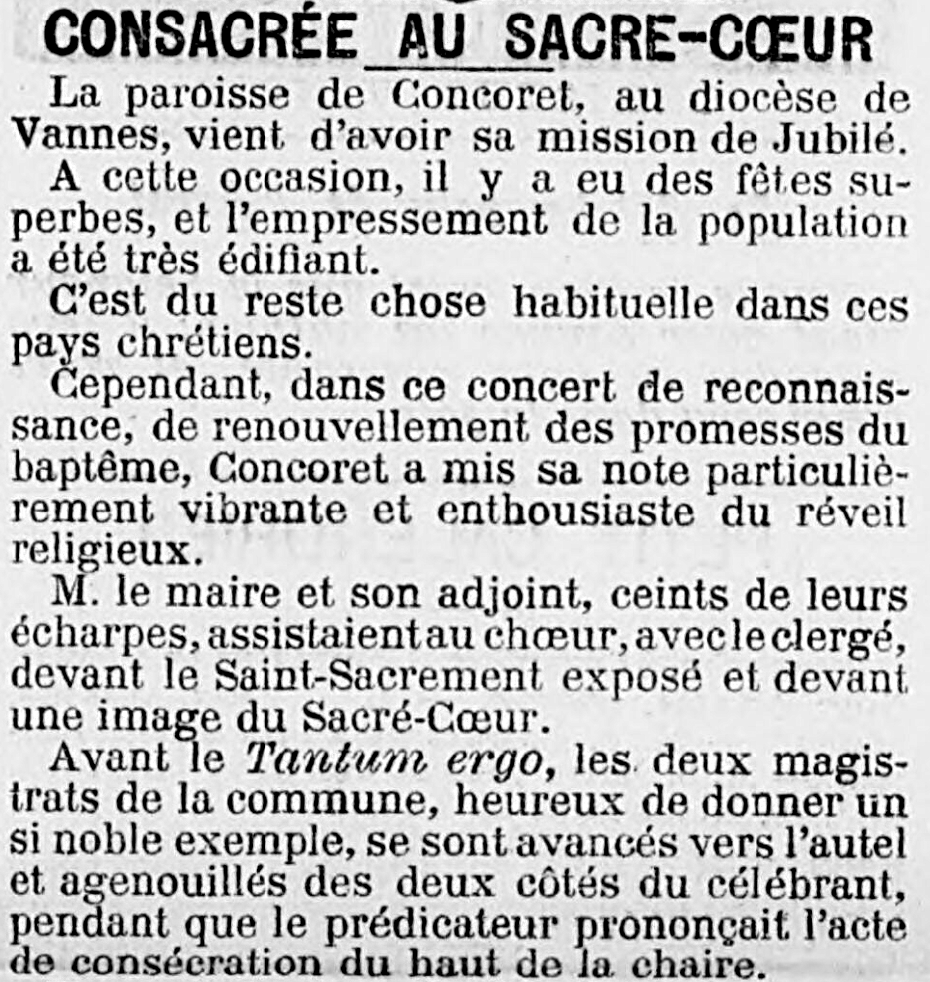
Article du journal La Croix du littoral racontant la consécration de la paroisse de Concoret au Sacré-Cœur (6 décembre 1896).

Adolphe Orain confirme la tradition de surnommer Concoret « pays des sorciers » : « Il y en avait beaucoup autrefois qui demeuraient à Concoret et qui se réunissaient la nuit dans les Crezées [clairières] des bois, ou dans l'aire à battre le grain des villages environnants » affirme Auguste Provost, cloutier à la Ville-Danet en Paimpont.
En 1897 Louis Desbois, maire de Concoret, sous pression du sous-préfet, dut donner sa démission pour avoir consacré sa commune au Sacré-Cœur mais il fut aussitôt réélu par son conseil municipal.

### LeXXesiècle

#### La Belle Époque

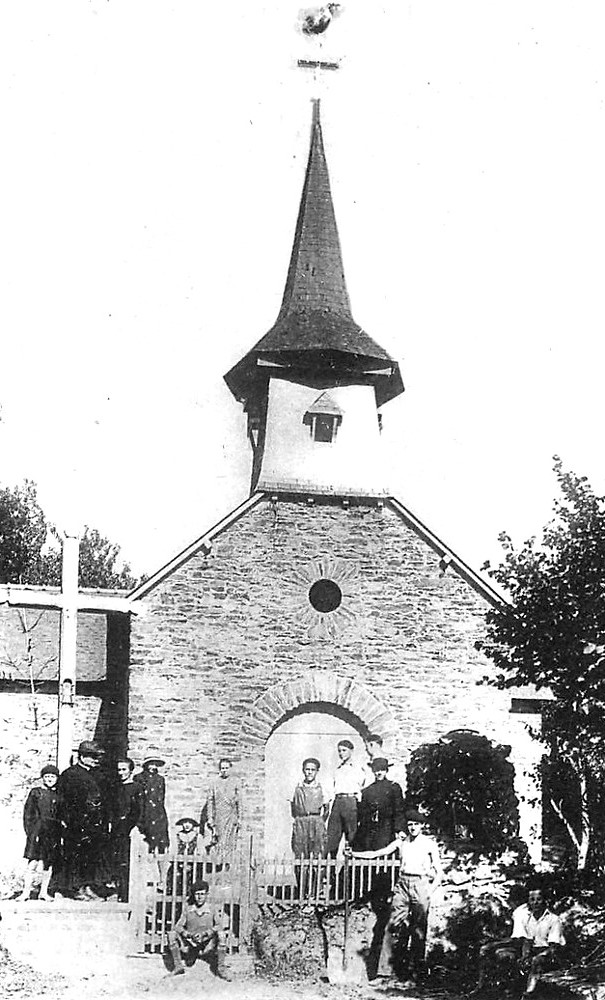
Concoret ː la chapelle Saint-Éloi, réplique de l'ancienne église paroissiale démolie en 1901 (carte postale).

L'ancienne église paroissiale est démolie en 1901 (elle datait du début du XVe siècle ; elle était en forme de croix latine, à une nef avec bas-côtés[réf. à confirmer].). Début octobre 1903 la nouvelle église de Concoret « élevée par la générosité des habitants du bourg et tout particulièrement de la famille de Charette, a été consacrée par Mgr Latieule, évêque de Vannes ». Une subvention accordée par le Conseil général du Morbihan permit de réparer le mobilier de l'ancienne église avant de le placer dans la nouvelle.
En mai 1906 trois habitants de Concoret furent poursuivis pour « outrages aux agents de la force publique » lors de l'inventaire des biens d'église de Concoret et deux d'entre eux (dont M. de Charette) condamnés à des amendes avec sursis par le tribunal correctionnel de Ploërmel.
La fête patronale de Concoret organisée en août 1907, présentée comme une réussite superbe, est présentée en détail dans un article du journal L'Ouest-Éclair.
Robert Plé raconte que l'ancienne église de Concoret contenait des statues « de saints fort vieux et fort vénérés », mais le bois de ces statues était « mangé aux verts » et le curé, après les avoir remisés dans un coin de l'église, décida de les brûler. « À peine étaient-ils dans le brasier qu'une violente explosion se produisit, faisant voler en éclats le four (..). Les saint s'étaient vengés ».

#### La Première Guerre mondiale

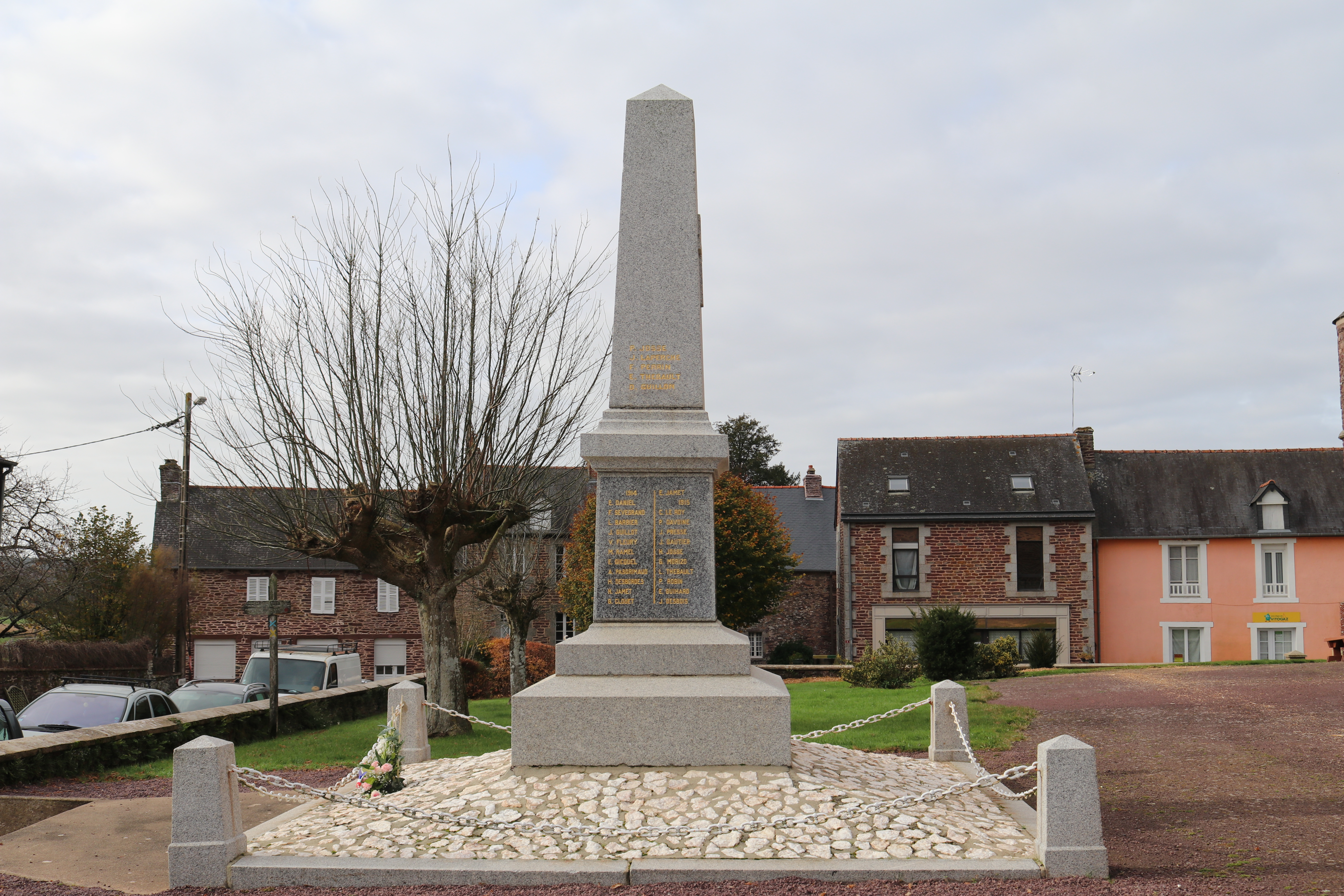
Le monument aux morts de Concoret.

Le monument aux morts de Concoret porte les noms de 68 soldats morts pour la France pendant la Première Guerre mondiale ; parmi eux 2 sont morts en Belgique (Émile Daniel à Maissin dès le 22 août 1914 et Auguste Coudé à Westoutre le 11 mai 1918) ; Henri Josse est disparu le 30 juin 1915 lors de la bataille de Sedd-Ul-Bahr (Turquie) ; Pierre Guyomard est disparu en Grèce le 2 juin 1917 ; Alphonse Groseil est mort de maladie le 7 novembre 1918 alors qu'il était en captivité en Allemagne ; tous les autres sont morts sur le sol français (dont Adolphe Garaint et Victor Poignan, tous deux décorés de la Médaille militaire et de la Croix de guerre, Louis Duclos et Théophile Odic, décorés de la Médaille militaire et Mathurin Ramel, décoré de la Croix de guerre.

#### L'Entre-deux-guerres

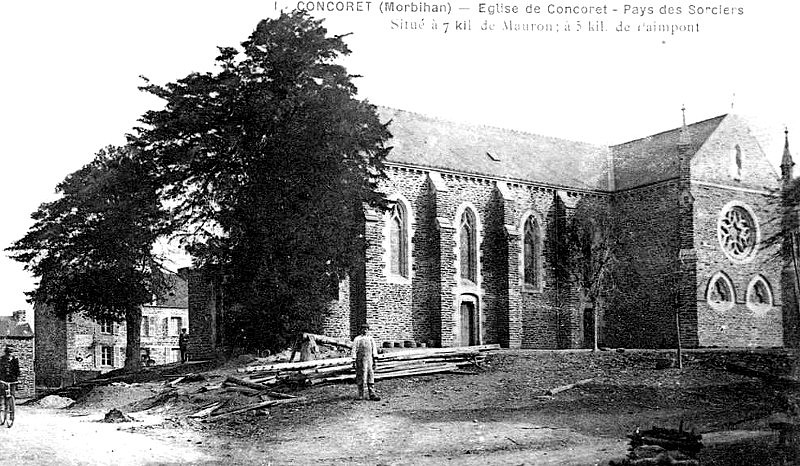
Concoret ː la nouvelle église paroissiale vers 1925.
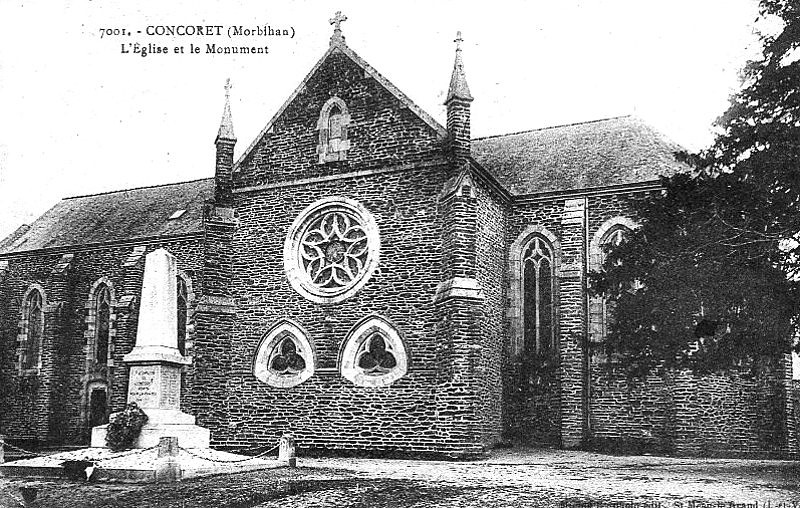
Concoret ː l'église et le monument aux morts vers 1925 (carte postale).
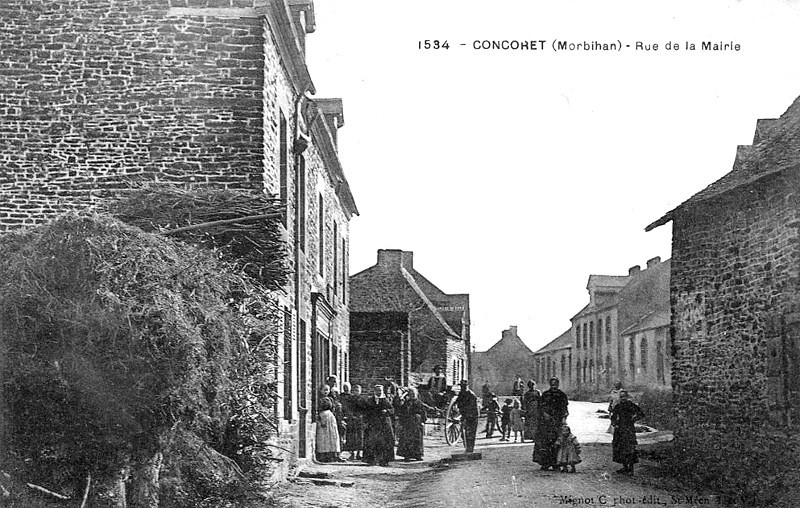
Concoret ː la rue de la mairie vers 1925 (carte postale).

Le club de football "US Concoret" existait déjà en 1928. Il s'appelait "Espérance de Concoret" en 1943. En 1933 une fanfare existe dans la commune l'"Avenir de Concoret".

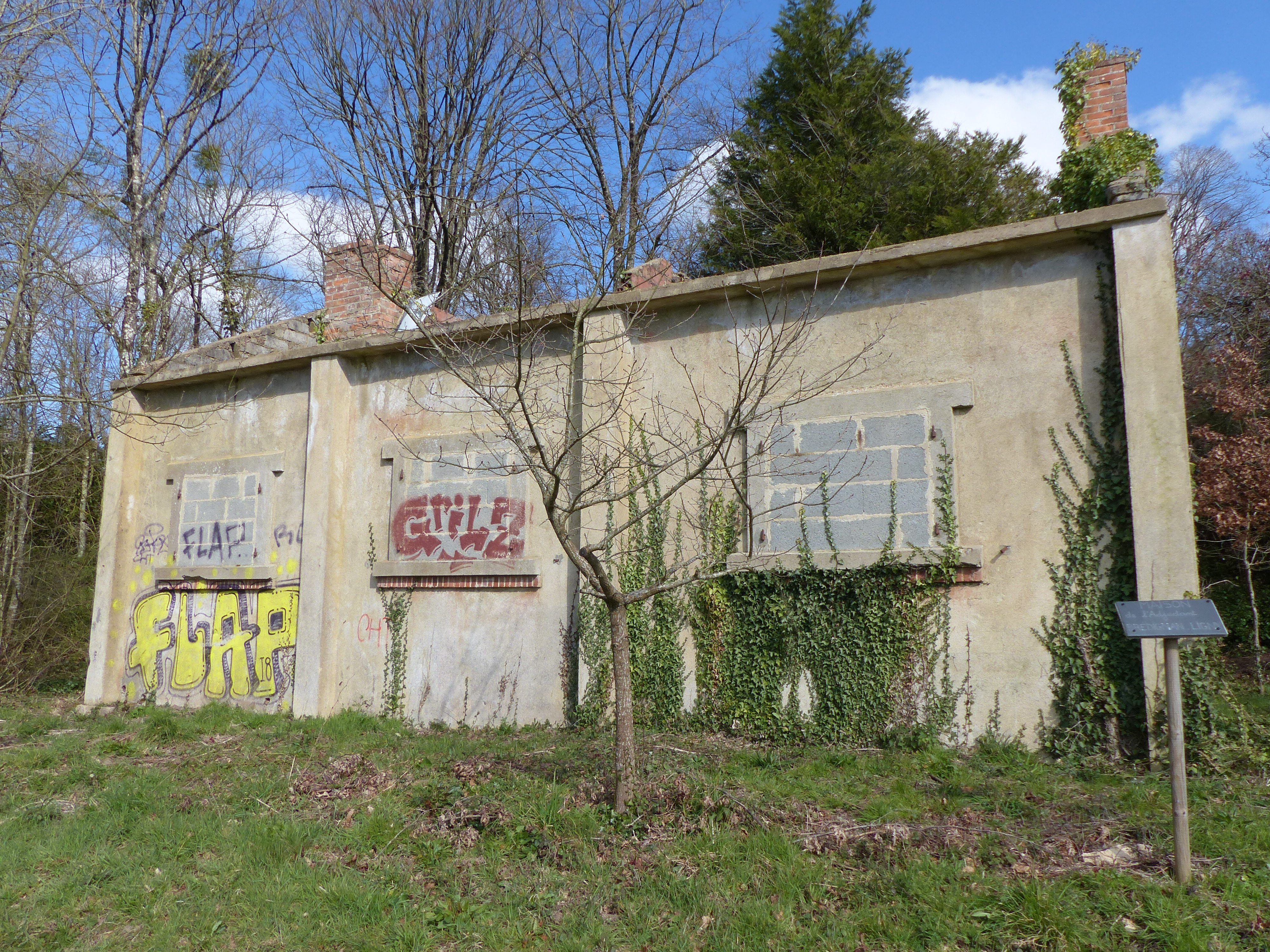
Maison de l'adjudant Brédignan-Ligny.

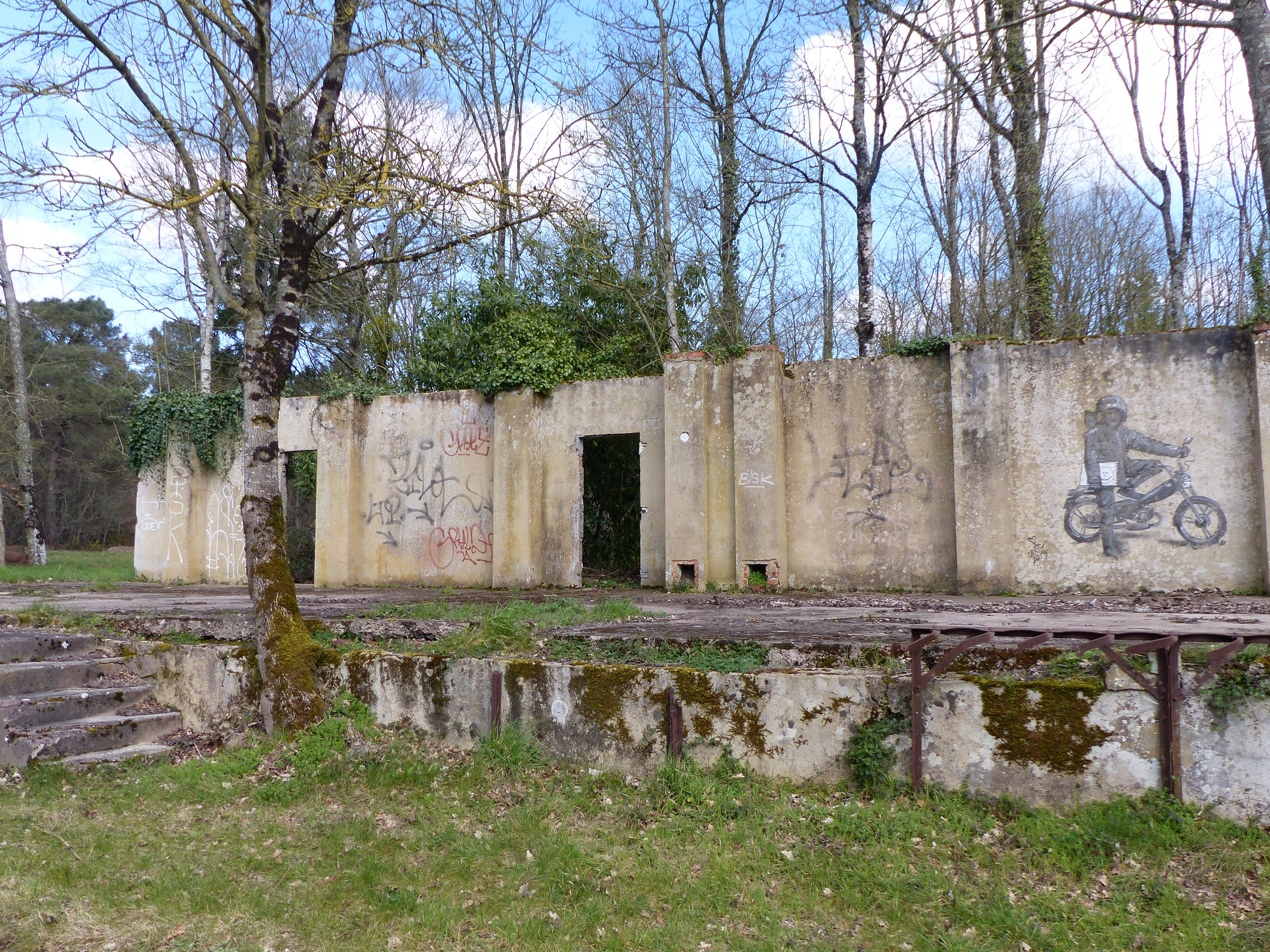
Ruines du camp d'aviation de Point-Clos.

Le site de Point-Clos, vaste d'environ 80 hectares, à cheval sur une partie des communes de Gaël, Concoret et Muel, bordé par l'ancienne Route nationale 773 (actuelle D773) reliant Paimpont à Gaël, abrite les vestiges d’un ancien aérodrome créé en 1922. Les célèbres aviateurs Dieudonné Costes et Maurice Bellonte y atterrirent le 14 décembre 1930. Il fut occupé par la Luftwaffe de 1940 à 1944 (l'aérodrome fut bombardé par la RAF le 11 avril 1944, puis les 10 et 15 juin 1944), puis brièvement par l'aviation alliée jusqu'à la fin du mois de septembre 1944. Il ferma officiellement en 1955, mais n'était plus utilisé depuis septembre 1944.

#### La Seconde Guerre mondiale
Le monument aux morts de Concoret porte les noms de 10 personnes mortes pour la France pendant la Seconde Guerre mondiale : parmi elles, Jean Chesnard et Marcel Gicquel, tués à l'ennemi lors de la Bataille de France au printemps 1940 ; Fernand Perrin, mort lors du naufrage du sous-marin Sfax le 19 décembre 1940; Pierre Josse, mort en 1941 alors qu'il était prisonnier de guerre en Allemagne ; Léon Chénais, mort le 6 avril 1944 en Autriche ; René  Briand, soldat des Forces françaises libres (Régiment de marche du Tchad) tué à l'ennemi le 19 septembre 1944 dans les Vosges.
Entre mai et décembre 1945 le « Dépôt n°112 », un camp de prisonniers de guerre allemands, regroupant plusieurs milliers de prisonniers en transit, fut aménagé dans le parc du château de Comper ; ces prisonniers furent affectés à des commandos de travail en forêt de Paimpont ou près d'employeurs privés des communes avoisinantes. Le commando 9 travaille à Concoret jusqu'en 1947, principalement à l'entretien des chemins vicinaux. Le 5 juillet 1945, le commando est visité par le médecin-chef de l’hôpital régional de la Prévalaye, qui demande sa fermeture en raison de l’état sanitaire déplorable des 30 prisonniers de guerre allemands qui le composent. Le 7 juillet 1946, le même médecin-chef est choqué par l’extrême fatigue des 30 prisonniers à Concoret, dont 7 accusaient les symptômes d’œdèmes de carence et 7 autres un amaigrissement très caractérisé; le commando de prisonniers est alors retiré de Concoret.

#### L'après Seconde Guerre mondiale
Deux maires membres du Parti communiste français sont élus successivement après la Libération (Victor Berson et André Rolland), ce qui peut surprendre dans cette commune rurale, mais s'explique ainsi selon C. Rivière : « Le vote communiste s'appuie à Concoret sur la présence d'une nombreuse population de carriers et d'ardoisiers, et également sur l'activité de maquis FTP très populaires dans le secteur de Mauron » alors que cette commune votait traditionnellement radical-socialiste ou républicain de
gauche avant la guerre.
En 1955 le siège social de l'Union sportive Saint-Laurent (ce club existait déjà en 1937) se trouvait au presbytère. Ce club a fusionné en 2002 avec celui de Paimpont, devenant l'Union sportive Paimpont-Concoret (Morbihan).
François Guillotin est mort pour la France lors de la Guerre d'Algérie.
Pendant les mandats de Jean Aubert, maire de la commune entre 1953 et 1977, le remembrement est effectué, le terrain de football est aménagé et la nouvelle mairie construite, ainsi que plusieurs lotissements. Jean Aubert est aussi à l'origine de la création du "Centre de l'imaginaire arthurien".
Pendant les deux mandats de maire de Jean-Yves Bourien l'ancien foyer rural a été restructuré, agrandi et aménagé, le commerce multiservices rénové et un salon de coiffure a ouvert ; le bourg a été réaménagé dans un souci de sécurité des piétons et un EPHA (Établissement pour personnes âgées valides) a été ouvert.
Une réserve communale de sécurité civile, "Les casquettes rouges" (qui assemble des bénévoles 
de Campénéac, Concoret, Loyat, Néant-sur-Yvel, Paimpont et Tréhorenteuc) a été créée après les incendies de 1990 pour la protection du massif de Brocéliande par Paul Anselin, alors maire de Campénéac.

## Politique et administration
| Période                                  | Période    | Identité                  | Étiquette        | Qualité |
| ---------------------------------------- | ---------- | ------------------------- | ---------------- | --- |
|                                          |            |                           |                  | |
|                                          | 1793       | Vialet (aîné)             |                  | |
| 1793                                     |            | Philippe Lamy             |                  | Laboureur. Trésorier de la paroisse. Officier d'état-civil. |
| 1801                                     | 1804       | Jean Viallet              |                  | Avocat et procureur au Parlement de Bretagne. |
| 1804                                     | 1815       | Jacques Rosselin          |                  | |
| 1815                                     | 1830       | Marie André de Genouillac |                  | Conseiller au Parlement de Bretagne. Habitait le château du Rox. |
| 1830                                     | 1859       | Mathurin Lamy             |                  | Receveur buraliste. Fils de Philippe Lamy, officier d'état-civil en 1793. |
| 1859                                     | 1868       | Julien Dandin             |                  | Laboureur. |
| 1868                                     | 1874       | Mathurin Lamy             |                  | Déjà maire entre 1830 et 1859. |
| 1874                                     | 1878       | Joseph Berhaut            |                  | Marchand cloutier. Il fit aménager le nouveau cimetière. |
| 1878                                     | 1881       | Mathurin Lamy             |                  | Laboureur. Fils de Mathurin Lamy, maire entre 1841 et 1854 et entre 1868 et 1874.                                                                                                   |
| 1881                                     | 1921       | Louis Desbois             |                  | Cultivateur. Cousin de Mathurin Lamy, maire précédent. |
| 1921                                     | après 1930 | Mathurin Ruelland         |                  | Cultivateur. |
| 1945                                     |            | Victor Berson             | Parti communiste | Réélu en 1947. Cultivateur, contremaître, transporteur. |
| 1953                                     | 1977       | André Rolland             | Parti communiste | Boulanger. |
| 1977                                     | 1995       | Jean Aubert               |                  | Gendre de Mathurin Ruelland, maire dans la décennie 1930. Président du "Centre permanent d'initiative pour l'environnement".                                                        |
| 1995                                     | 2001       | Pierre Pompei             |                  | Père d'origine italienne. Patron d'une entreprise de travaux publics. |
| 2001                                     | 2014       | Jean-Yves Bourien         |                  | Choisit de ne pas se représenter après six mandats : trois de conseiller municipal, un d'adjoint et deux de maire, sept et six ans.                                                 |
| mars 2014 (réélu en 2020)                | En cours   | Ronan Coignard            |                  | Vice-Président de Ploërmel Communauté délégué à l'aménagement de l'espace et à l'urbanisme Président de Destination Brocéliande. Président du Conseil culturel de Bretagne en 2024. |
| Les données manquantes sont à compléter. |            |                           |                  | |

## Démographie
L'évolution du nombre d'habitants est connue à travers les recensements de la population effectués dans la commune depuis 1793. Pour les communes de moins de 10 000 habitants, une enquête de recensement portant sur toute la population est réalisée tous les cinq ans, les populations de référence des années intermédiaires étant quant à elles estimées par interpolation ou extrapolation. Pour la commune, le premier recensement exhaustif entrant dans le cadre du nouveau dispositif a été réalisé en 2006.

En 2022, la commune comptait 765 habitants, en évolution de +4,94 % par rapport à 2016 (Morbihan : +3,82 %, France hors Mayotte : +2,11 %).
| 1793  | 1800  | 1806  | 1821 | 1831 | 1836  | 1841  | 1846  | 1851  |
| ----- | ----- | ----- | ---- | ---- | ----- | ----- | ----- | ----- |
| 1 200 | 1 186 | 1 184 | 891  | 439  | 1 178 | 1 128 | 1 220 | 1 209 |

| 1856  | 1861  | 1866  | 1872  | 1876  | 1881  | 1886  | 1891  | 1896  |
| ----- | ----- | ----- | ----- | ----- | ----- | ----- | ----- | ----- |
| 1 121 | 1 085 | 1 132 | 1 163 | 1 118 | 1 127 | 1 143 | 1 114 | 1 140 |

| 1901  | 1906  | 1911  | 1921 | 1926 | 1931 | 1936 | 1946 | 1954 |
| ----- | ----- | ----- | ---- | ---- | ---- | ---- | ---- | ---- |
| 1 164 | 1 136 | 1 126 | 964  | 979  | 960  | 904  | 856  | 817  |

| 1962 | 1968 | 1975 | 1982 | 1990 | 1999 | 2006 | 2011 | 2016 |
| ---- | ---- | ---- | ---- | ---- | ---- | ---- | ---- | ---- |
| 752  | 683  | 731  | 668  | 626  | 645  | 754  | 747  | 729  |

| 2021 | 2022 | - | - | - | - | - | - | - |
| ---- | ---- | - | - | - | - | - | - | - |
| 758  | 765  | - | - | - | - | - | - | - |

## Culture locale et patrimoine

### Lieux et monuments
- Le chêne à Guillotin se trouve sur la commune de Concoret à la lisière de la forêt de Paimpont. Son âge est estimé plus de 1 000 ans[78], il fait 15 m de haut et sa circonférence était de 9,51 m en 2000. Son nom vient de Pierre-Paul Guillotin, prêtre réfractaire qui a trouvé refuge à Concoret en 1791[79]. Il se cacha dans le tronc de l'arbre, lequel peut contenir une douzaine de personnes. Une légende raconte qu'au moment où il y trouva refuge, Notre-Dame de Paimpont est descendue sur terre transformée en araignée, et tissa une toile pour boucher l'entrée du tronc et ainsi rendre invisible la présence du prêtre[80].

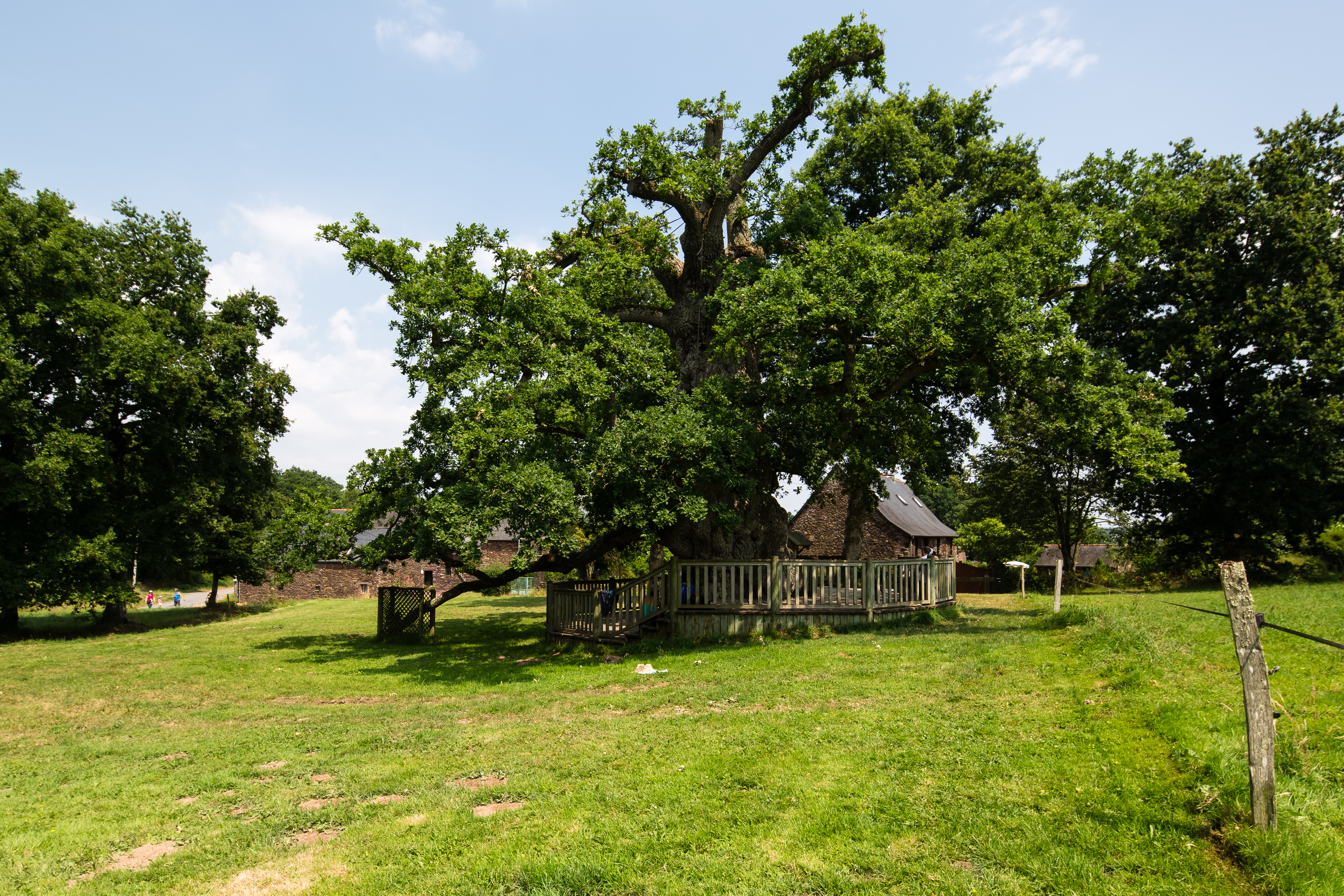
Le chêne à Guillotin en été.
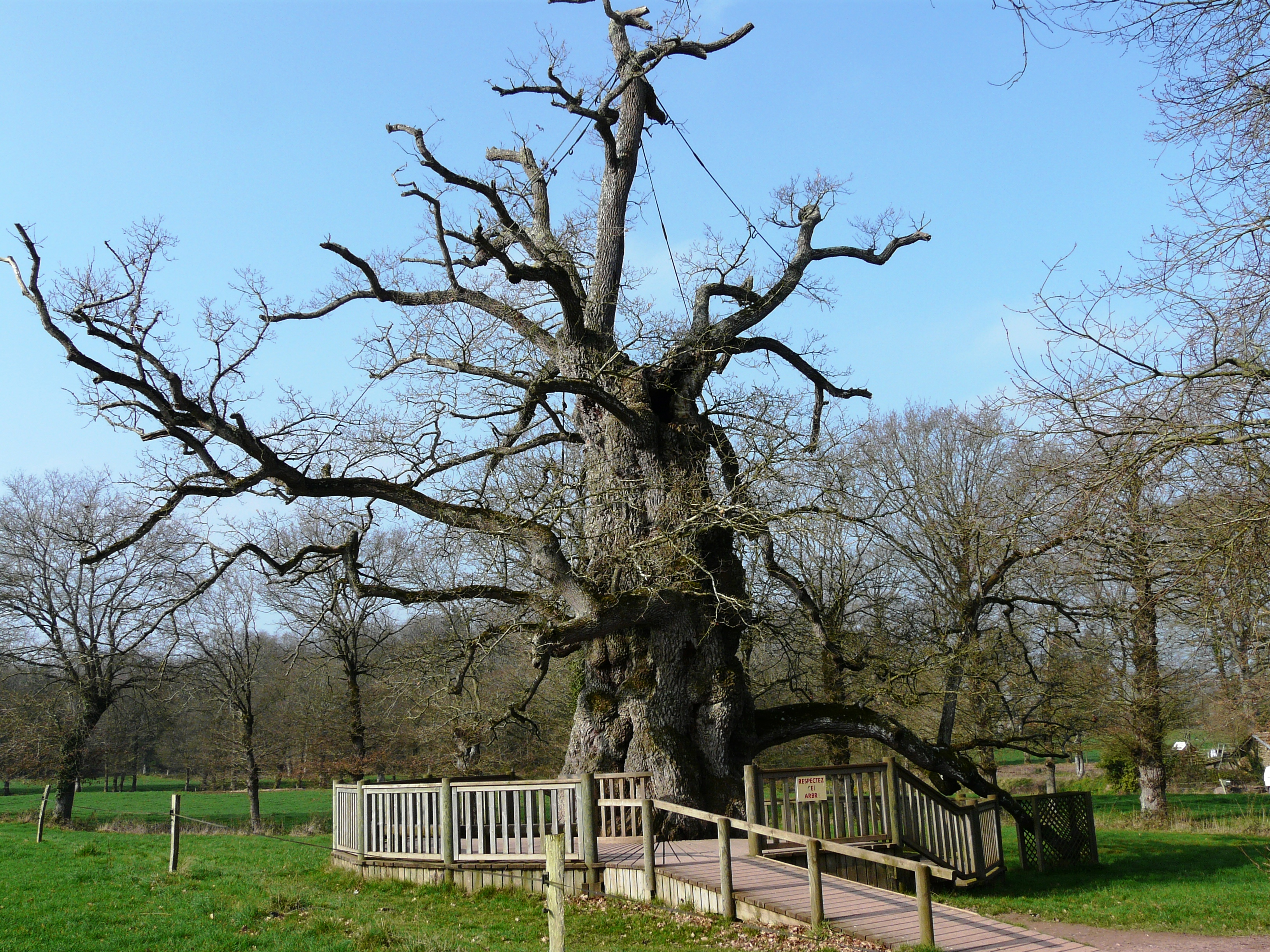
Le chêne à Guillotin en hiver.
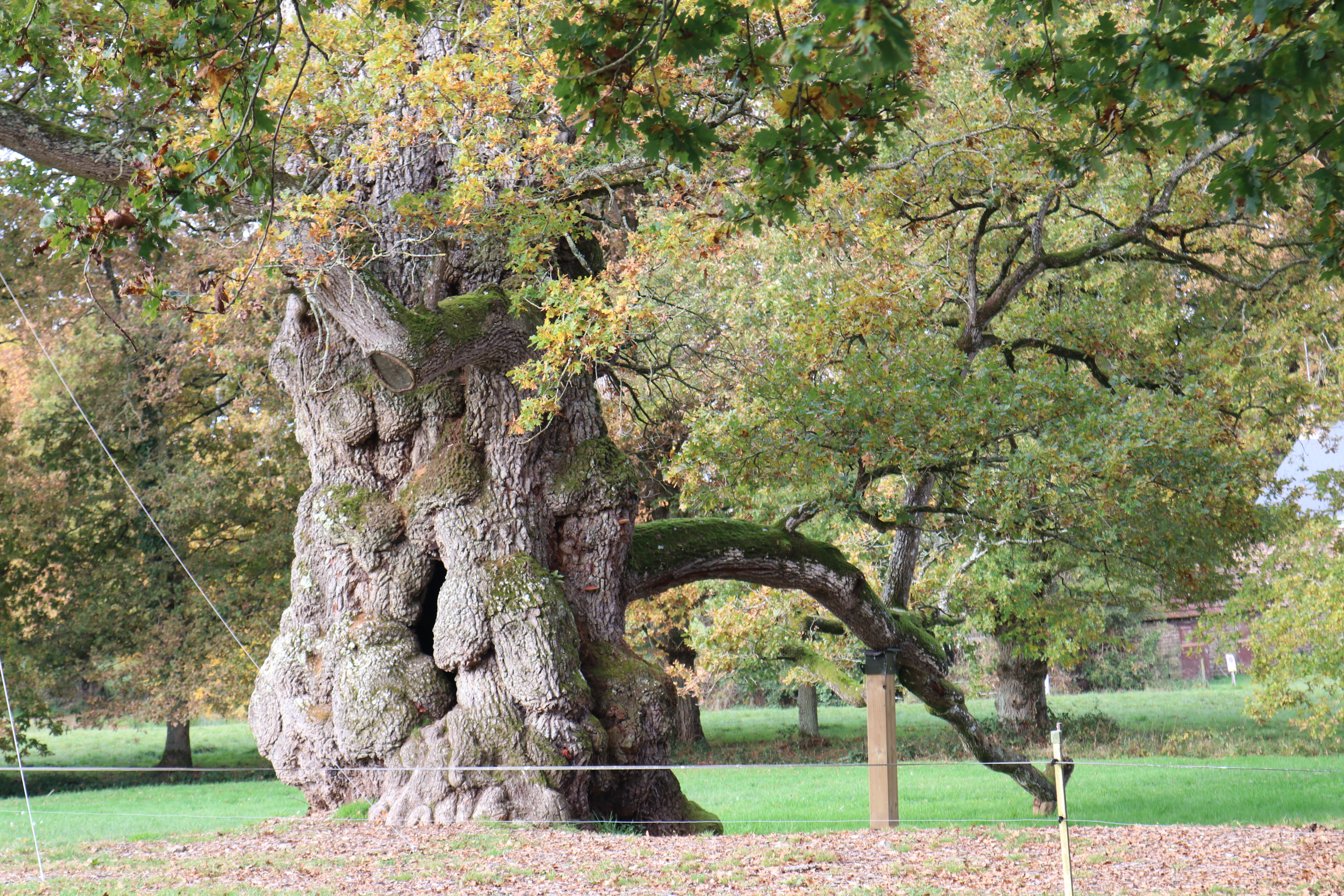
Le chêne à Guillotin : le tronc.

- Le château de Comper : le manoir actuel date pour partie de peu après 1620 (construit par Sébastien de Rosmadec) et pour partie (escalier et partie sud) de 1866 (construit par Armand de Charette)[81]

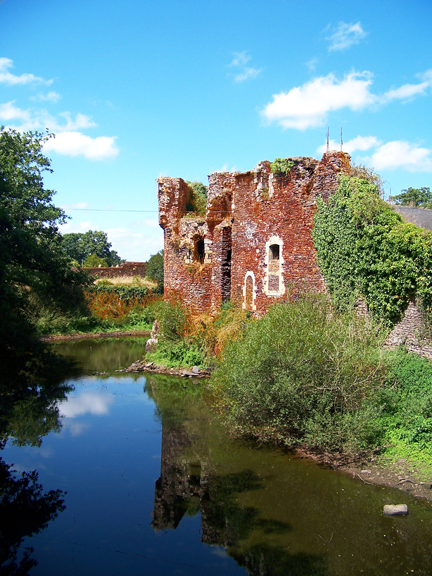
Ruines de l'ancien château.
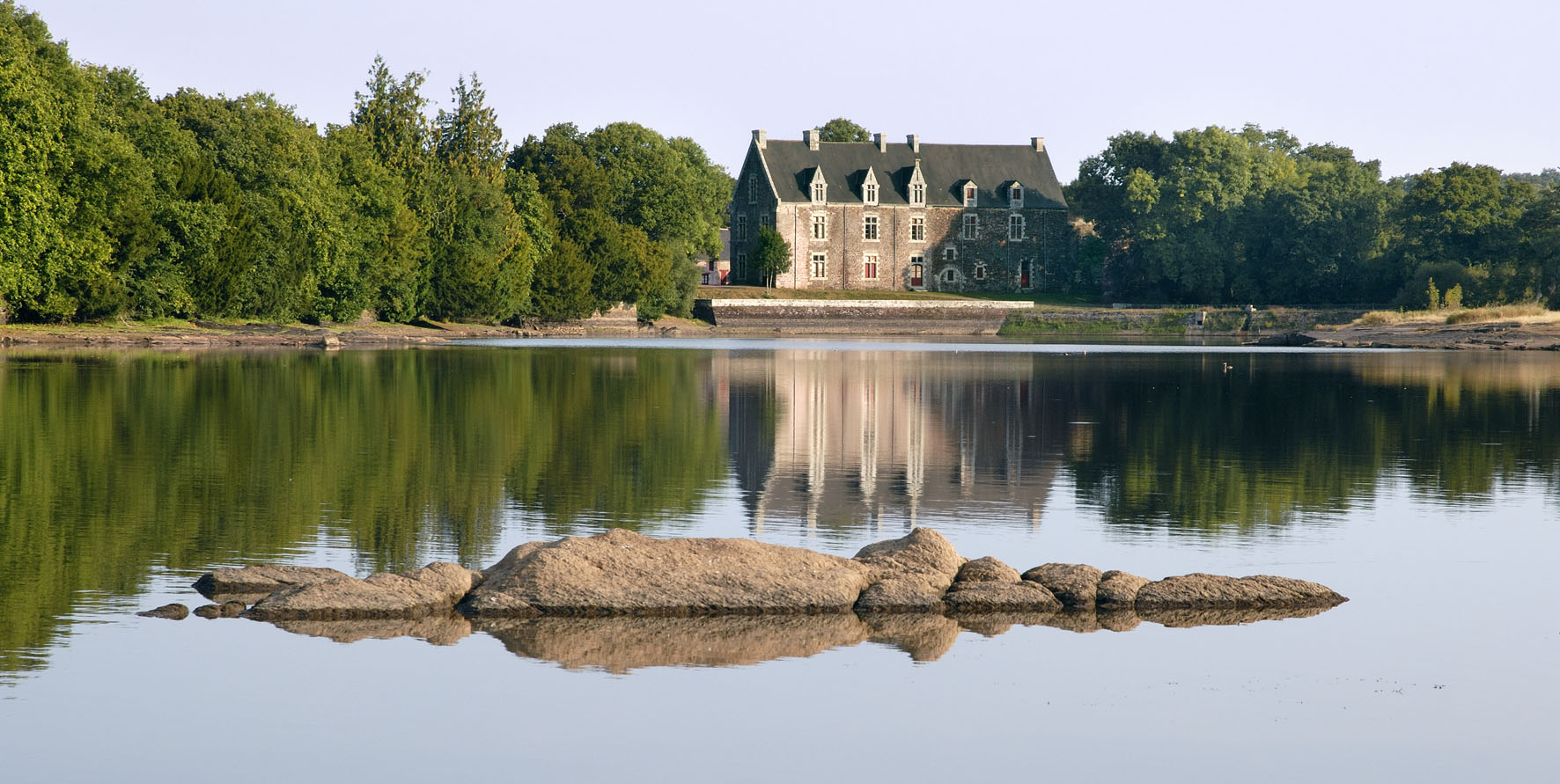
Le château de Comper et l'étang.
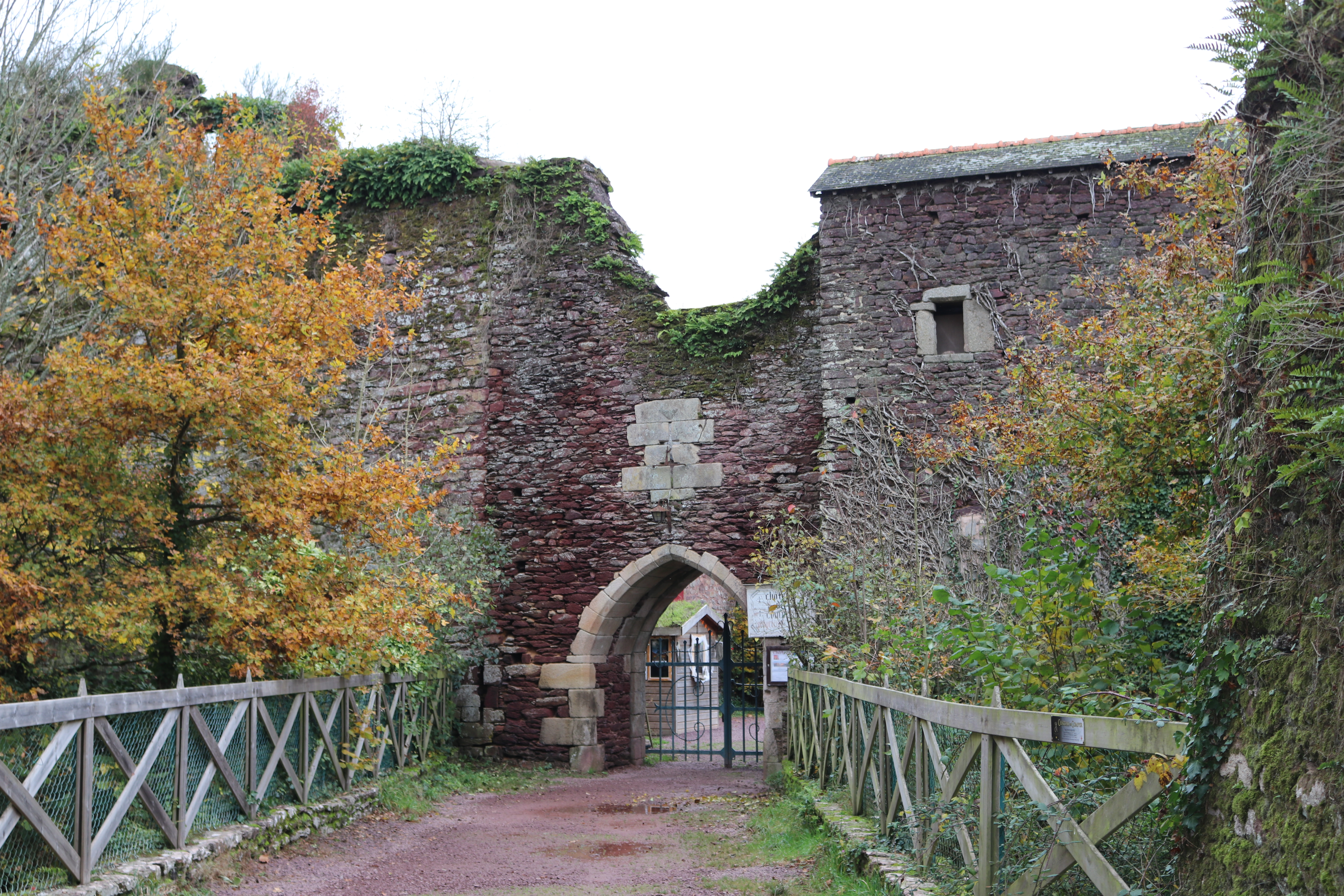
Château de Comper : l'entrée et les douves.
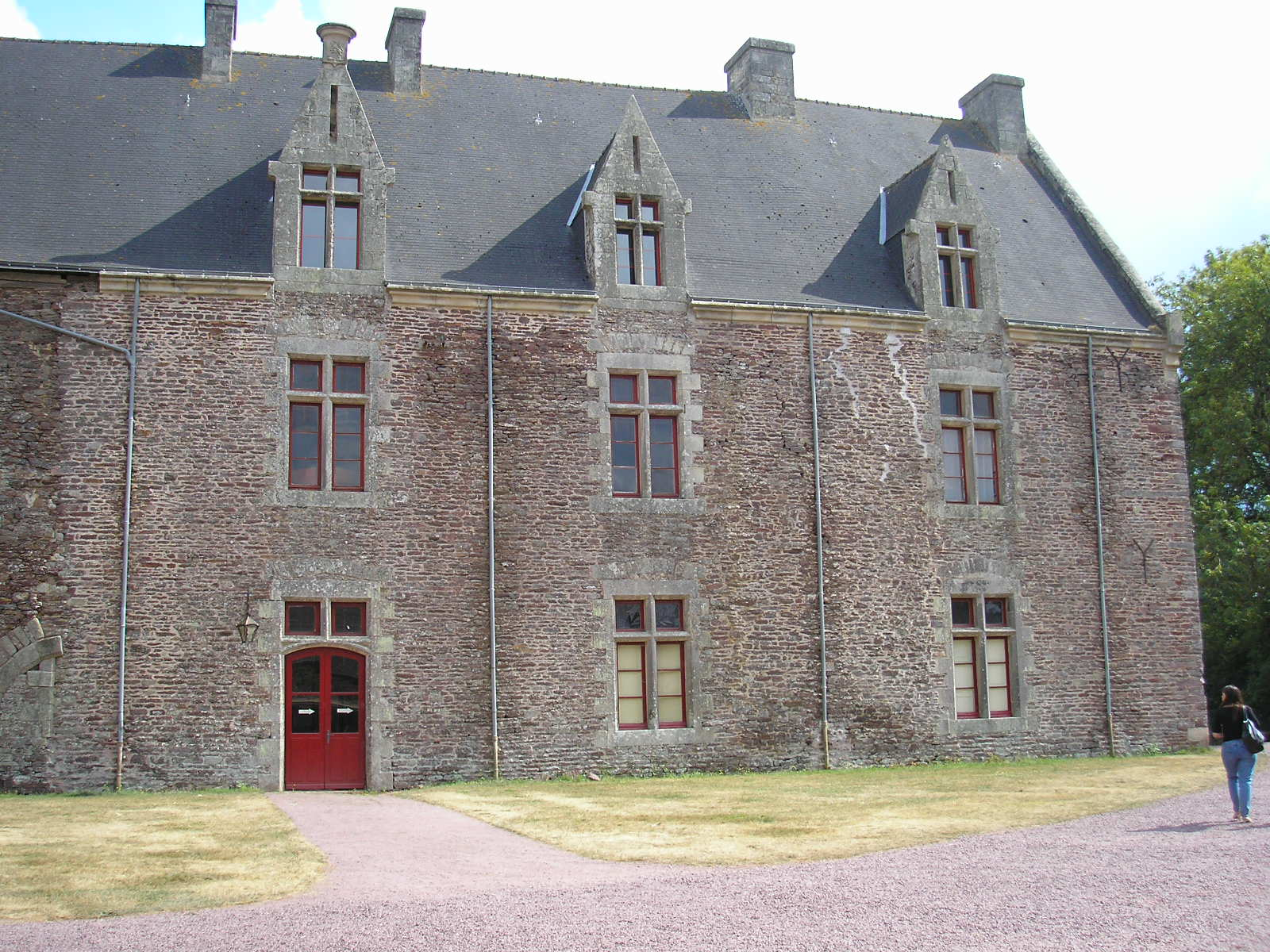
Château de Comper : la façade.

- Église paroissiale Saint-Laurent, dédiée à saint Laurent, mais aussi placée sous le patronage de Notre-Dame-de-la-Concorde qui apparaît sur le grand vitrail de l’église[82] ; elle a été construite en 1903, remplaçant l'ancienne église du XVe siècle. Un long (7 ans) et coûteux chantier de restauration, lancé à l'initiative du maire Roman Coignard, avec l'aide de la Fondation du patrimoine, a été achevé en 2021[83]. Une modélisation "3D" de l'église est disponible sur un site Internet[84].

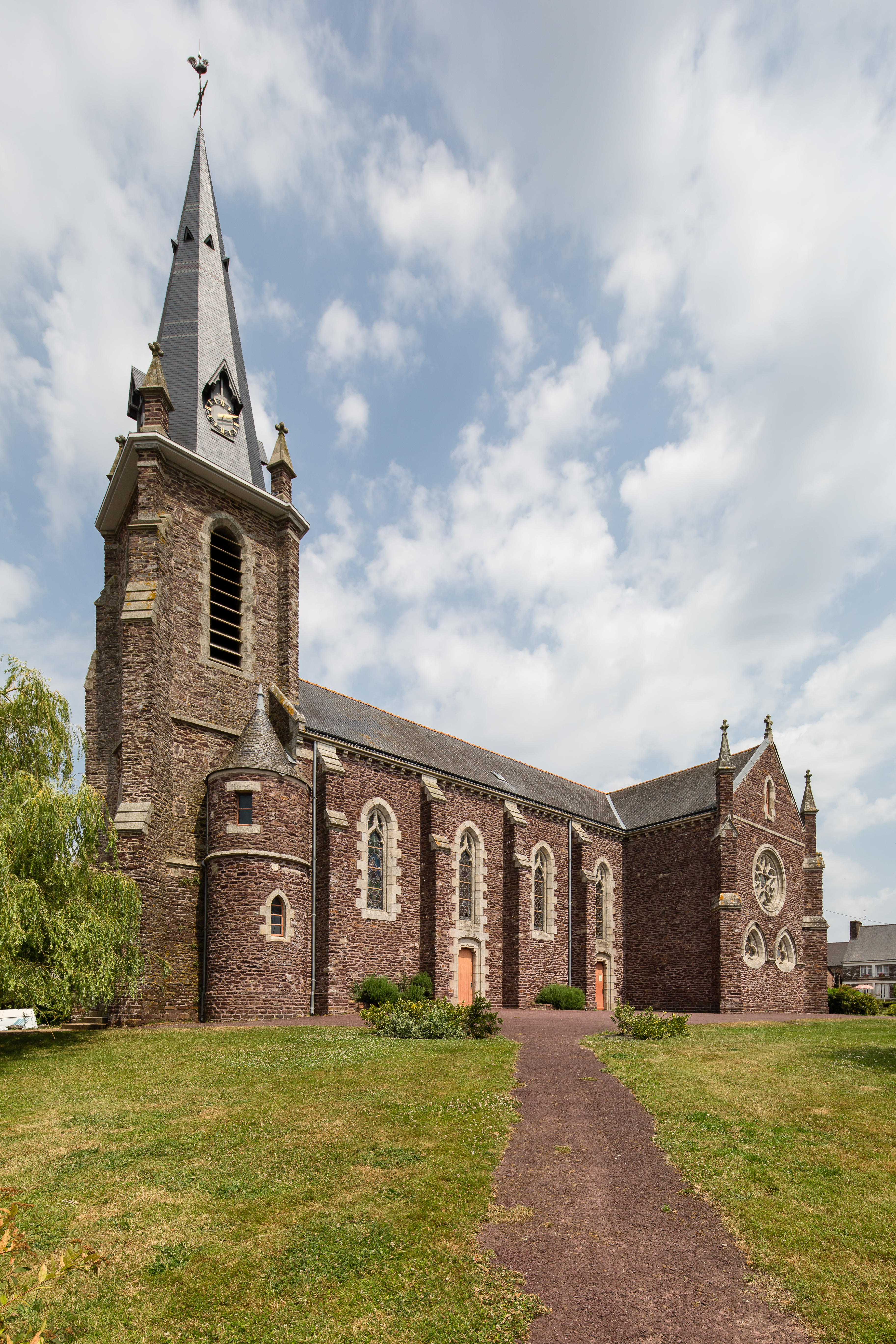
L'église Saint-Laurent : vue extérieure d'ensemble.
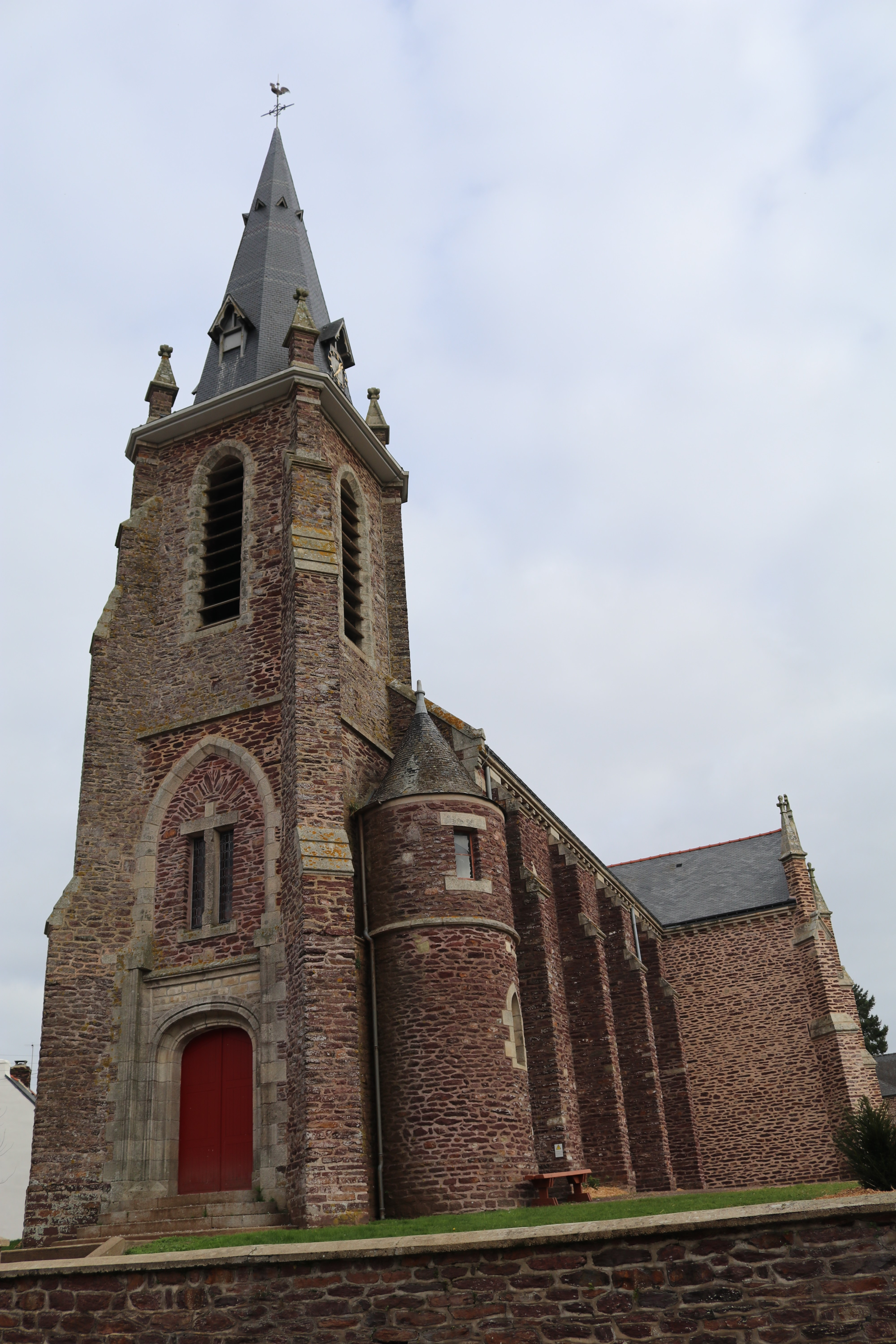
L'église Saint-Laurent : la façade.
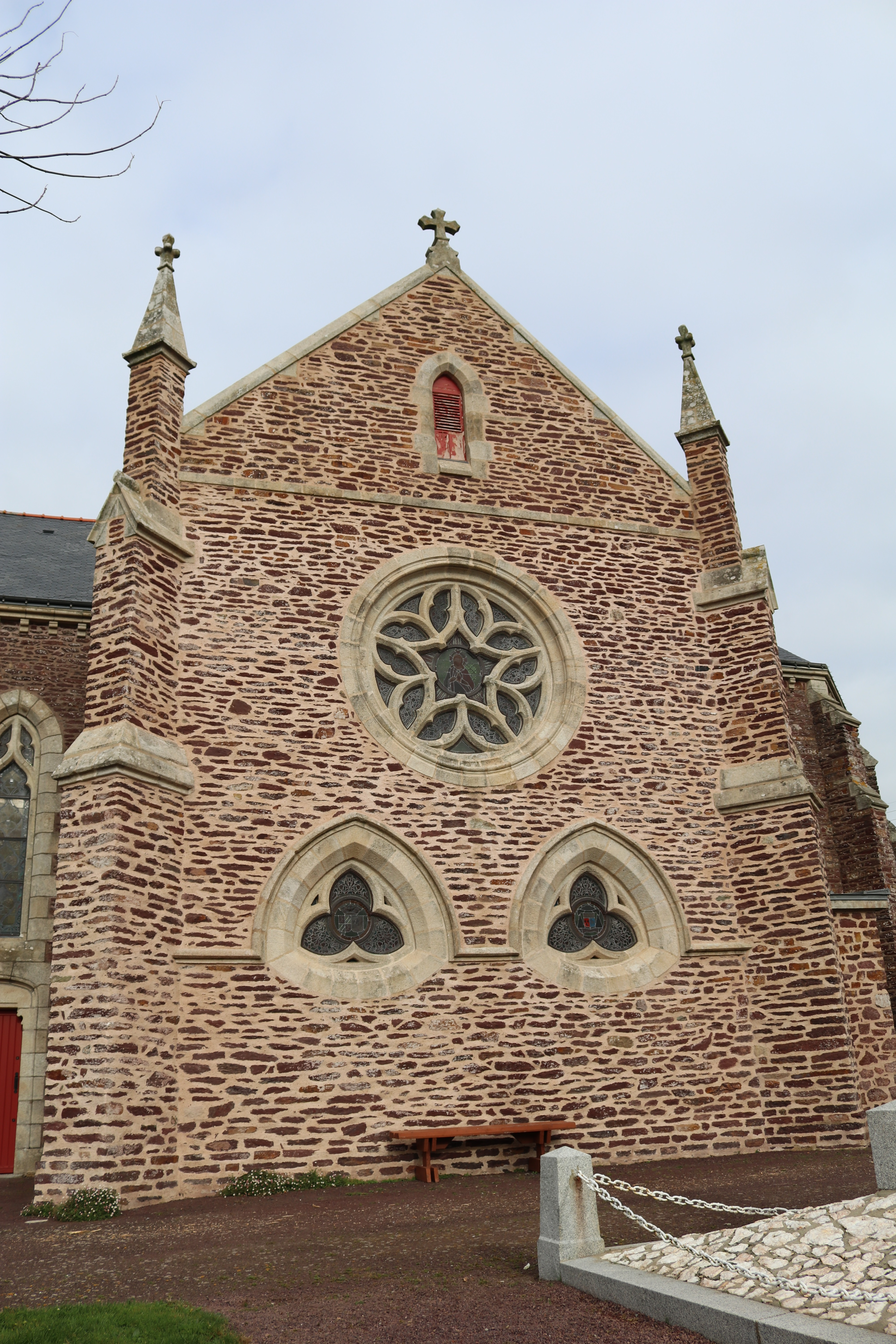
L'église Saint-Laurent : vue extérieure du transept sud.

- Le château du Rox : construit en schiste pourpre, l'un des pavillons date sans doute du XVIe siècle, les autres bâtiments sont du XVIIIe siècle, et la chapelle aménagée au XIXe siècle  (propriété privée).

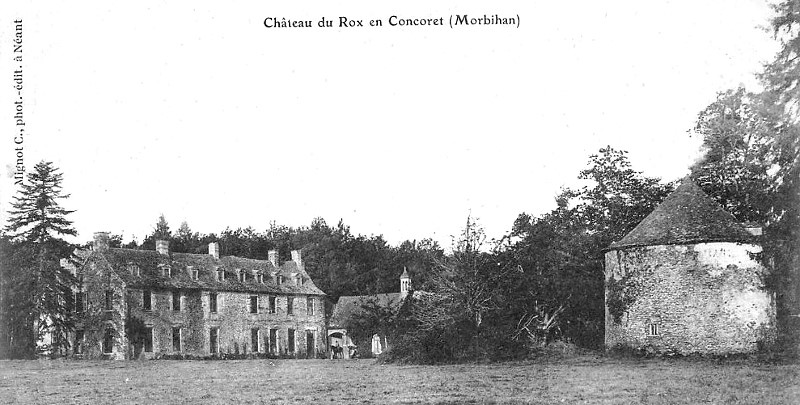
Concoret ː le château du Rox vers 1925 (carte postale).
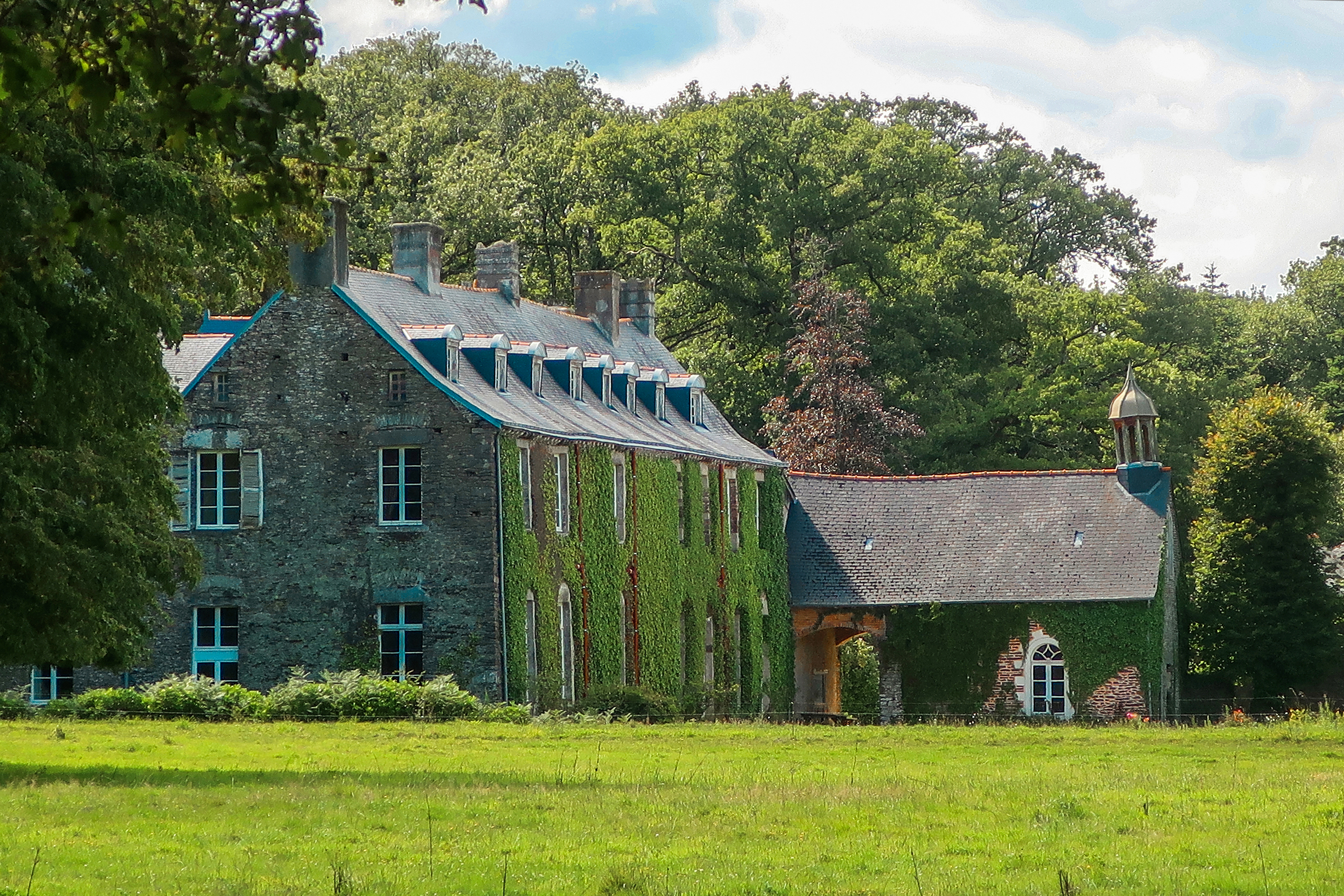
Le château du Rox et sa chapelle.
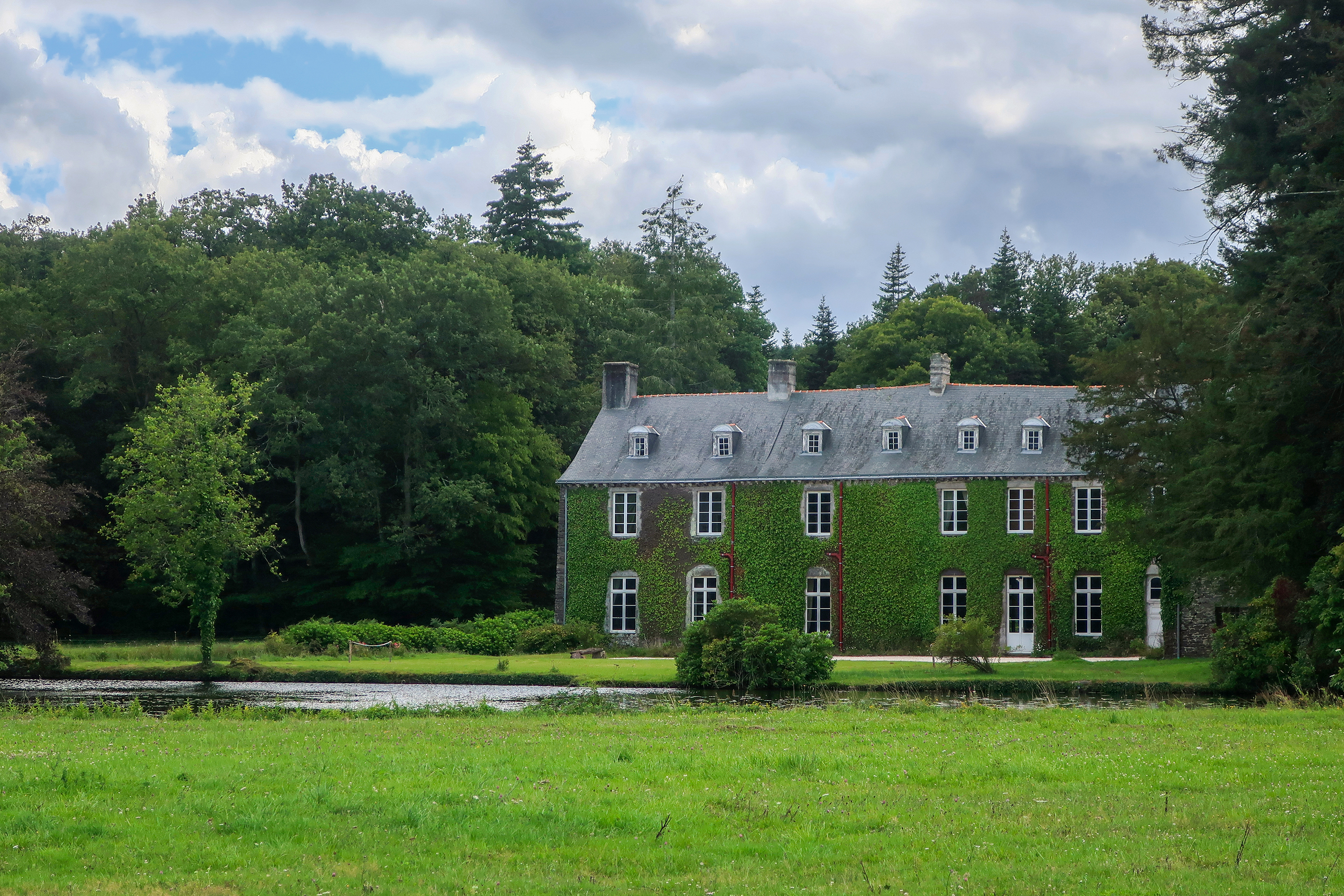
Château du Rox : la façade.

- Les trois roches de Trébran : il s'agit de trois blocs de poudingue (trois menhirs)  situés en bordure de l’ancienne voie romaine allant de Corseul à Rieux (actuelle D 773) sur la commune de Concoret, mentionnés pour la première fois en 1791. Ce site est probablement un ancien sanctuaire préhistorique christianisé par la suite par les moines de l'abbaye de Saint-Méen sous le vocable de la Sainte Trinité (en raison de la présence de trois pierres)[85].

### Langue régionale
Concoret est une commune très active dans la défense du gallo ; les "Assemblées gallèses" organisées par "Les Amis du parler gallo" sont organisées à Concoret et dans le Pays de Brocéliande entre 1981 et 1988 et à nouveau en 2021. La commune est engagée depuis 2019 dans la promotion du gallo à travers la signature de la charte « du Galo, dam Yan, Dam Vèr ! ».

### Héraldique
|  | Les armoiries de Concoret se blasonnent ainsi : Parti : au un, d’or au chêne arraché de sinople englandé de huit fruits d’or ; au deux, de gueules à la comète d’or ; enté ployé en pointe d’hermines. Conc. J.C. Renaud. |

## Contes
- Hippolyte Violeau : Le sorcier de Concoret[87].
- Jean d'Yvelise : L'enfant maudite[88].
- Jean Markale : Le taureau bleu[89].
- Félix Bellamy : Les coquilles d'œufs (1896)[90].
- Ernestine Lorand : Le grand hébété (1999)[91].

## Films
- Gens de Concoret (série de films documentaires réalisés par les élèves en cinéma-audiovisuel du lycée Châteaubriand de Rennes[92].
- Le bar de la Fourche (1971 ; film d’Alain Levent  avec Jacques Brel et Isabelle Huppert (film dont l'action se déroule au Canada, mais tourné en forêt de Paimpont).

## Personnalités liées à la commune
- Marie Pellerin, née le 5 avril 1802 à Concoret, décédée le 11 octobre 1865, fondatrice de l'« Œuvre de la Très Sainte-Trinité pour le soulagement des Âmes du Purgatoire »[93].
- Famille de Sérent
- Paul Vaguet, résistant des PTT, militant syndical, membre du PCF, fusillé le 15 Décembre 1941[94]